# レムゴー

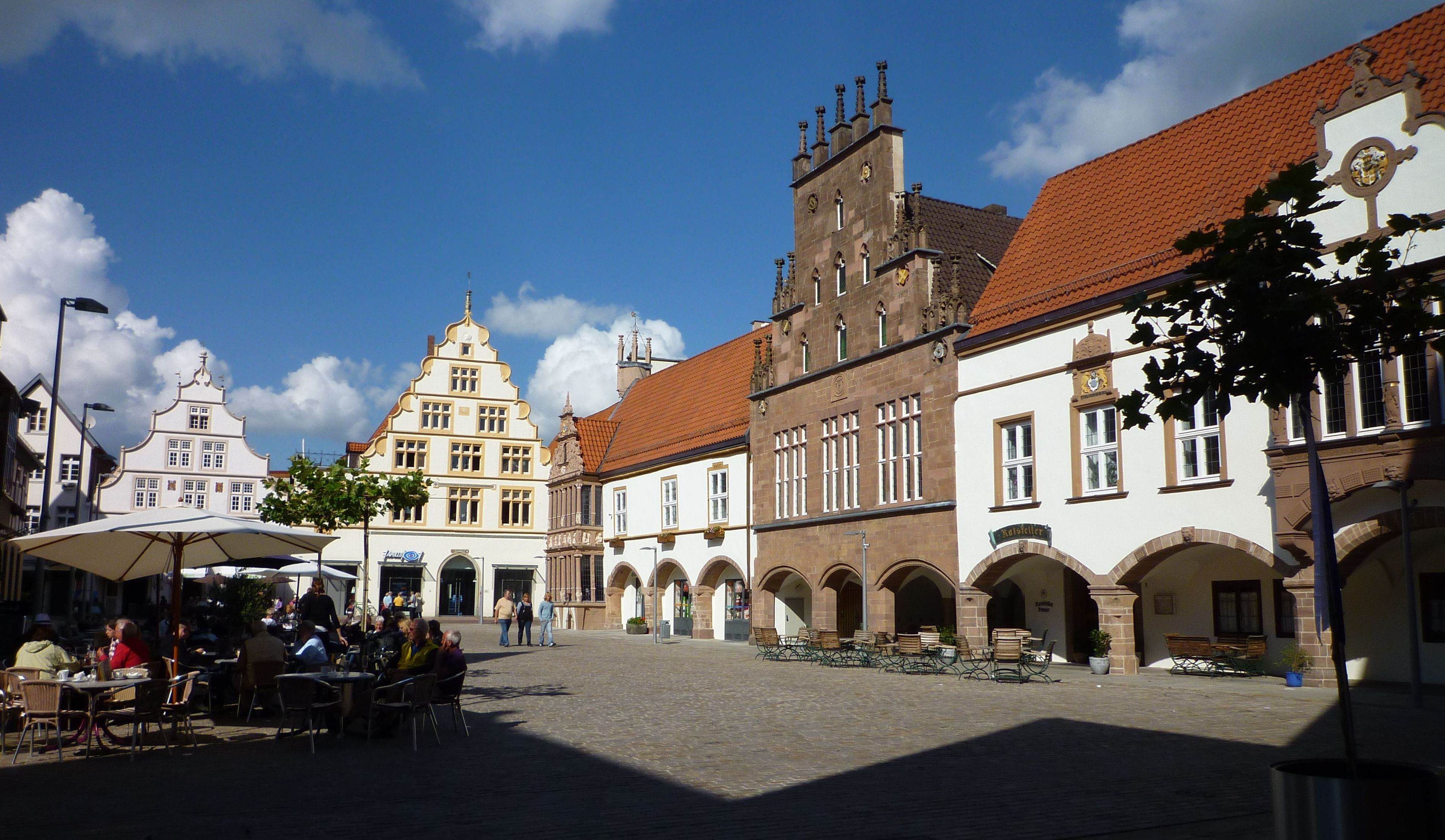
レムゴーのマルクト広場

レムゴーまたはレムゴ（ドイツ語: Lemgo, ドイツ語発音: [ˈlɛmgo] ( 音声ファイル)、低地ドイツ語: Lemge, Lemje）は、ドイツ連邦共和国ノルトライン＝ヴェストファーレン州デトモルト行政管区リッペ郡に属す市である。この街は大学都市であり、約41,000人の人口を擁するリッペ郡第3の都市である。ビーレフェルトの東 25 km に位置し、オストヴェストファーレン＝リッペ地方に属す。
レムゴーは、重要な交易路が交差する地点にリッペの領主によって1190年に建設された計画都市であった。現在ゾースト郡に属すリップシュタットと並んでリッペで最も古い都市の一つである。レムゴーは1245年から都市権を有しており、中世後期にはハンザ同盟に加盟した。このため「アルテ・ハンゼシュタット・レムゴー」（古いハンザ都市レムゴー）を自称している。町の風景は数多くの中世後期の建築によって形作られている。レムゴーは1973年までレムゴー郡の郡庁所在地であったが、郡域再編に伴ってリッペ郡に編入された。
本市はリッペ山地の田舎の環境にあり、最大の産業分野は金属加工業、歯科機器製造、機械製造、工業電子工学、およびサービス業である。レムゴーはオストヴェストファーレン＝リッペ大学の本部所在地である。この街は、ハンドボール・ブンデスリーガにおけるTBVレムゴーの成功でも全国的に知られている。

## 地理

### 位置
レムゴーは、起伏に富んだリッペ山地の、ベーガ川の谷に位置している。リッペ山地とは、ノルトライン＝ヴェストファーレン州北東部のリッペ郡北部に位置する中低山地である。この中低山地の北端地域は、北はヴィーエン山地、南はトイトブルクの森、東はヴェーザー川を境界としており、自然地域区分上はヴェーザーベルクラント（ヴェーザー山地）に属している。本市は谷の中に創設されたのだが、山の高みにまで広がっており、遅くとも市町村合併以降は、リッペ山地の大きな部分を占めている。最低地点は、市内リーメ地区とバート・ザルツウフレンとの市境上のベーガ川の谷で海抜 83 m である。一方、市域の最高地点は、中核地区の東、レムゴーア・マルクの海抜 347 m のヴィンデルシュタインである。
最寄りの大きな都市は、北にミンデン (29 km)、西にビーレフェルト (25 km)、南にデトモルトとパーダーボルン (36 km) がある。これに囲まれたリッペの田舎部分はオストヴェストファーレン＝リッペ地方に含まれる。
レムゴーの旧市街はベーガ川の北岸に位置している。ベーガ川はヴェレ川右岸の支流であり、この地域を東から西に流れている。

### 地質学
本市は、ベーガ川流域低地の一つであるレムゴー盆地に位置している。この盆地は氷河時代には氷堆岩で、その後は川の堆積物で満たされていった。地表は黄土で覆われている。その下層には中生代の泥灰岩、石灰岩、砂岩（特にプラニコスタ砂岩と呼ばれる）の地層が見られる。地質学的な歴史の中で、こうした堆積岩が隆起して、尾根、盆地、地塁や地溝が形成された。地下は完全に平行に配置された地層である。地下深くには、岩塩や石膏が溶け出しており、漏斗状の陥没を見ることができる。
地熱ゾンデや地熱ポンプを用いた地熱源の利用について、レムゴーの市域は、特に北西部と南西部は「大変に良好な」、それ以外の地域は「良好な」環境にある。

### 市域の広がりと土地利用
レムゴーは、田舎の特徴をもつリッパーラント地方に位置している。市域の多くの部分は農業に利用されており、森林がこれに次ぐ。宅地・交通用地は約 20 %を占める。
合併により、市の面積は約 101 km2にまで広がった。南北軸は最大 14.3 km、東西軸のそれは 13.1 kmである。
土地利用の状況を以下の表に示す。
| 土地利用状況   | 面積 (ha) | 占有率 |
| -------------- | --------- | ------ |
| 農業用地       | 5,649     | 56.0 % |
| 森林           | 2,254     | 22.4 % |
| 宅地・交通用地 | 2,088     | 20.7 % |
| 水域           | 78        | 0.8 %  |
| その他         | 11        | 0.1 %  |

2012年12月31日現在

### 隣接する市町村
レムゴーは、リッペ郡のほぼ中央に位置しており、北から時計回りに以下の市町村と境を接している: カレタール、デーレントルプ、ブロムベルク、デトモルト、ラーゲ、バート・ザルツウフレン（以上、いずれもリッペ郡）、フロートー（ヘルフォルト郡）。

### 市の構成
本市は、1969年1月1日の市町村再編以降、14の地区で構成されている。以下に各地区の人口を示す。
| 地区                   | 地区              | 人口           | 人口           | 人口           | 地図             |
| 地区                   | 地区              | 2006年12月31日 | 2010年12月31日 | 2013年12月31日 | 地図             |
| ---------------------- | ----------------- | -------------- | -------------- | -------------- | ---------------- |
| レムゴー               | Lemgo             | 27,699         | 27,433         | 26,752         | レムゴーの地区図 |
| ブラーケ               | Brake             | 5,203          | 5,028          | 4,883          | レムゴーの地区図 |
| ブリュントルフ         | Brüntorf          | 711            | 717            | 684            | レムゴーの地区図 |
| エントルプ             | Entrup            | 1,000          | 1,020          | 971            | レムゴーの地区図 |
| ヘルストマール         | Hörstmar          | 1,482          | 1,433          | 1,387          | レムゴーの地区図 |
| レーゼ                 | Leese             | 651            | 671            | 636            | レムゴーの地区図 |
| リーメ                 | Lieme             | 2,827          | 2,708          | 2,595          | レムゴーの地区図 |
| リューアーディッセン   | Lüerdissen        | 731            | 759            | 707            | レムゴーの地区図 |
| マトルフ＝キルヒハイデ | Matorf-Kirchheide | 1,508          | 1,539          | 1,529          | レムゴーの地区図 |
| トロプハーゲン         | Trophagen         | 194            | 205            | 191            | レムゴーの地区図 |
| フォスハイデ           | Voßheide          | 1,280          | 1,308          | 1,170          | レムゴーの地区図 |
| ヴァームベック         | Wahmbeck          | 887            | 879            | 871            | レムゴーの地区図 |
| ヴェルストルフ         | Welstorf          | 196            | 205            | 170            | レムゴーの地区図 |
| ヴィームベック         | Wiembeck          | 217            | 210            | 197            | レムゴーの地区図 |

### 気候
レムゴーは、リッペ山地全域がそうであるが、多くの場合支配的な海洋性気候と勢力が弱く一時的にしか影響しない大陸性気候との移行地域に位置している。このため、気温や湿度は年間を通して比較的一定である。夏は、完全な大陸性気候に比べて涼しく、冬は比較的暖かである。大西洋気候の勢力下にあるこの街の降水量は 799 mmである。トイトブルクの森が、この地域で支配的な、大西洋から降水を運んでくる西風から街を護っている。年間平均気温は、約 8.5 ℃から 9 ℃である。

## 歴史

### 市の創設から中世後期
証明されている最初の定住は、2008年に行われた、元々聖ヨハン教会の墓地であった場所（現在のシュトゥンプファー塔付近）に東西に向けて葬られていた死体の年代測定により、カール大帝が指揮したザクセン戦争の時代、780年頃であるとされている。現在のレムゴー市付近は、11世紀初めには Limgauwe または Limga という名称であった。史料に記述されている集落の歴史によれば、11世紀から12世紀には ここに多くの入植地が建設された。ブラーケ城は1190年以前にすでに建設されていたが、ベーガ川沿いの湿地であったため都市機能を担う施設は設けられていなかった。
レムゴーは、1190年頃にその北西方向の乾燥した土地にベルンハルト2世によって創設された。2本の重要な中世の交易路が交差する場所であったため発展し、長い間リッペ伯領内最大で最も重要な都市であった。1215年に聖ニコライ教区教会が献堂された。
1231年にパーダーボルン司教区は本市を、司教代行者である助祭長の所在地に昇格させた。1235年頃、Civitas（「都市」を意味する）と記された固有の印章が使われた。その後レムゴーは 1245年に都市権を授けられた。織布貿易特権により商人は活動を許された。本市は1295年にハンザ同盟への加盟を出願した。しかしハンザ都市に加盟されたのは、1324年になってからであった。レムゴーは、ヘルフォルトおよびビーレフェルトといわゆる「ケルナ・クヴァルティーア」を締結した。これは布、糸、リンネルの通商を促進するものであった。レムゴー商人の通商範囲は、リューベックを経由してスカンジナヴィアのヴィスビュー、ストックホルム、トゥルクへ、ブレーメンやヴッパータールを経由してフランドルにまで広がっていた。レムゴーは見る見るうちに経済上の重要性を獲得していき、リップシュタットともに伯領の政治に影響を及ぼすようになった。さらにこの街は金融行政をコントロールする立場をも確保した。また、広域通商の安全をはじめとするラント平和条約においても一定の役割を演じ、15世紀前半にはハンザ会議にも参加した。1300年頃、この街にはすでに 3,500人の住民があった可能性がある。
リップシュタットと同様、レムゴーはドライシュトラーセン構造（並行して走る 3本の通りを基本とする都市構造）に基づいて建設されていたが、1265年頃にはすでに経済的成功を背景に新市街建設による拡張が必要となった。新市街は旧市街南側の肥沃なベーガ川の草地に、ツヴァイシュトラーセンシステム（2本の道路を基本とする都市構造）によって建設された。当初、商業を特徴とする新市街は、貴族領主ジーモン1世から都市権を授けられ、旧市街とは分離されていた。両市区は 1365年に統合され、共通の堀と土塁で護られることになった。これにより都市構造は、南北の軸で結ばれた東西に走る 5本の通りによって構成されることになった。これはリッペやオストヴェストファーレンでは唯一の例である。

### 宗教改革と魔女狩り

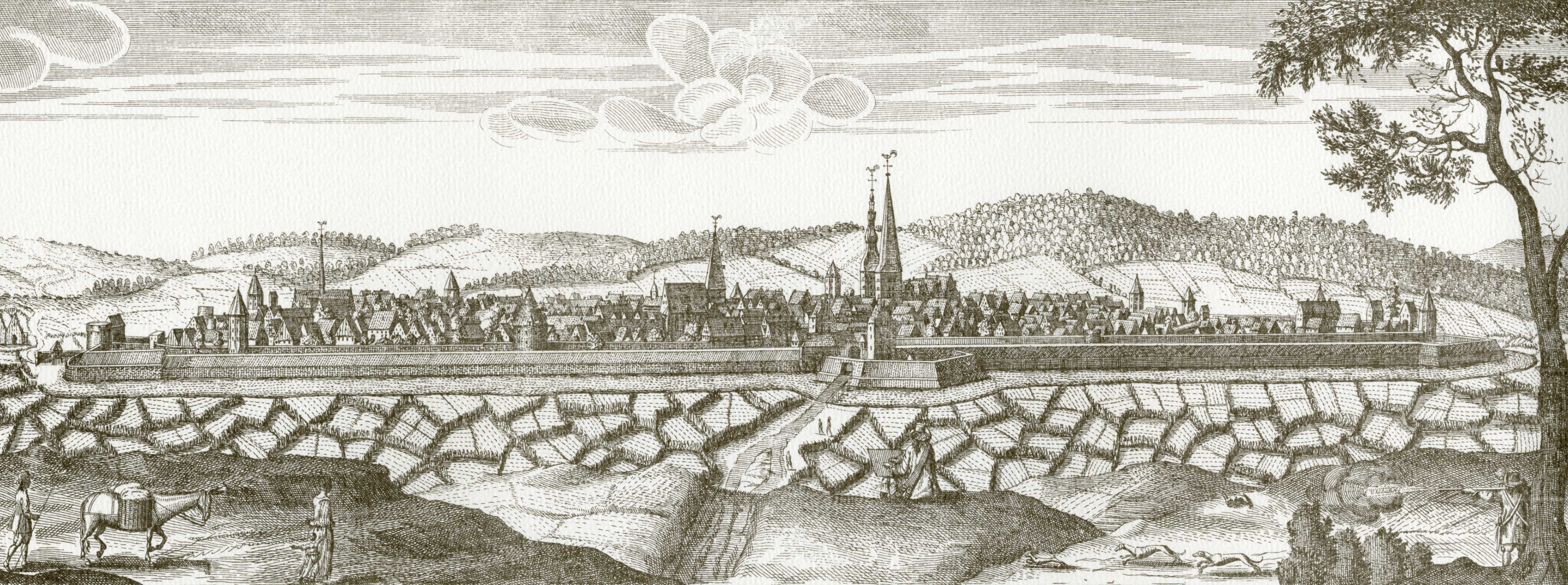
1663年頃のレムゴー

当時のこの街の裕福さは、市街中心部の、特にマルクト広場やミッテル通り沿いの豊かな彫刻を施された石造破風や木組み建築に現れている。経済的繁栄は、教会や土地領主に対抗する市民の強い自意識を芽生えさせた。リッペ伯が福音主義の信仰に転向する1538年以前、1520年代にレムゴーでは宗教改革の気運が高まり、1533年に本市の宗教改革は断行された。1605年、ジーモン6世伯は公式に福音主義改革派に改宗した。これによりリッペ伯領では cuius regio, eius religio の原則（領主の宗教が、その支配地の宗教となる）に従ってルター派から改革派への改宗がなされた。長年にわたる論争の末、1617年にルター派の信仰を存続することを規定したレーレントルプ協定がこの街に許された。
三十年戦争（1618年 - 1648年）によって引き起こされ、ペストの流行、軍の宿営、軍税の徴収などによって深刻化した経済危機はこの街に欠乏と貧困をもたらし、この街は重要性の低い農民都市に凋落していった。

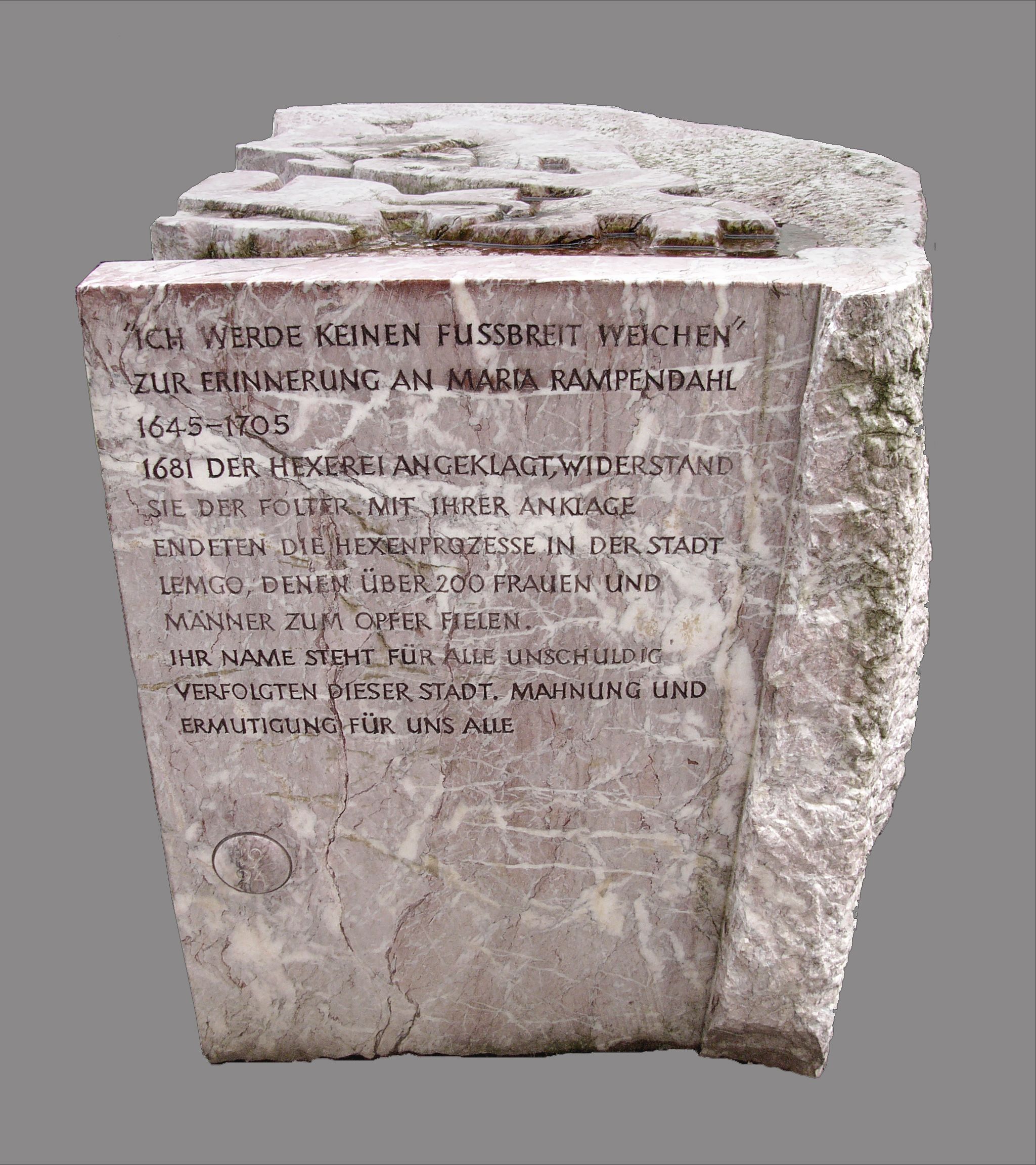
躓きの石（ランペンダール記念碑）

豊かな彫刻を施されたルネサンス様式の破風をもつ最も見事な民家の一つがウンテーレ通り沿いのクリューヴェルハウスである。さらによく知られているのが「ヘクセンビュルガーマイスターハウス」（悪魔の市長の家）と呼ばれる建物で、レムゴーの暗黒時代を思い起こさせる建物である。17世紀、ここには魔女狩りで指導的な役割を果たした市長ヘルマン・コートマン（1629年 - 1683年）が住んでいた。三十年戦争やペストの流行は魔女狩りを引き起こし、数多くの罪のない男女が悪魔・魔女として告発された。拷問の下で自白を強要されていたため、こうした非難に対して抗弁することは事実上不可能であった。その後、悪魔・魔女であることを告白した者は火あぶりで処刑された。レムゴーでは1681年までにこうした方法で 272人の男女が命を奪われた。これによりレムゴーはリッペで特異な街として、「レムゴー、悪魔の巣」という渾名で知られた。1681年、魔女狩りで最後に告発されたのはマリア・ランペンダールという人物であった。彼女は拷問に屈せず、命を長らえたが、この街から去らねばならなかった。ヘクセンビュルガーマイスターハウスには博物館が入っており、中には当時使われていた拷問器具の復元が展示されている。レムゴー市立文書館には、魔女裁判やその他の歴史資料が収蔵されている。
1992年1月20日にレムゴーにおける魔女狩りの犠牲者の名誉は回復され、市議会は2012年6月18日に「躓きの石」（マリア・ランペンダール記念碑）の建立を議決した。

### 近世と工業化
この農民都市・商業都市がハンザ時代の経済的成功を再現することはなかった。その間にデトモルトが宮廷都市として発展し、レムゴーは重要性においても人口においてもはるかに凌駕された。リンネル織りの生産・交易はもはや重要性をもたず、たとえば馬車の製造、海泡石製パイプの生産、タバコ産業などの他の産業分野は経済的なアクセントとはならなかった。1664年、アルベルトとハインリヒのマイヤー兄弟が印刷所を設立した。後に「マイヤーシェ・ホーフブーフハンドルング」の母体となった。特に成功したのは、エンゲルベルト・ケンペル（エンゲルベルト・ケンプファー）のペルシャ、インド、日本に関する18世紀の旅行記であった。この印刷・出版業の成功が「ヴェストファーレンのライプツィヒ」という渾名の由縁となった。
エンゲルベルト・ケンペル（1651年 - 1712年）は、本市の最も重要な出身者の一人で、レムゴーのギムナジウムの名称は彼にちなんでいる。彼は1682年からドイツ人で初めてペルシャ、インド、ジャワ島そして日本の文化、動植物に関する調査旅行を行い、ヨーロッパで初めてこれを記録した。
16世紀までレムゴーはリッペのリンネル産業の中心地であったが、ビーレフェルトやオスナブリュックにその役割を奪われた。18世紀半ばになってやっと商人のクラハト家が再びレムゴーからリンネル取引に出かけた。クラハト家は、1887 - 1888年までレムゴーに残った2軒のリンネル工場のうち1軒を設立した。

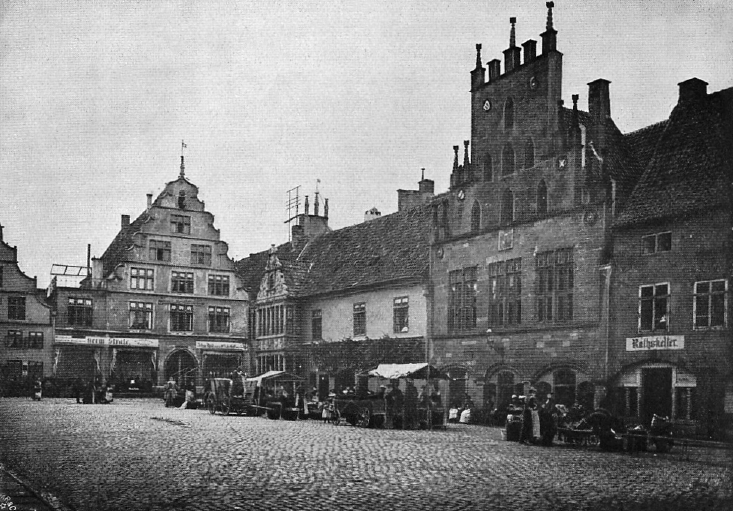
19世紀末から20世紀初頭のレムゴー、マルクト広場

1896年に鉄道が接続したことにより、この街は拡大した。住宅やオフィスが土塁の外に造られた。土塁の西側部分は取り壊され、市の南にできた鉄道の駅までまっすぐの広い道路が通された。その後数十年の間に手工業産業は家具工場へと発展した。家具製造は、第二次世界大戦後まで、この街の主要な産業分野であった。

### 国家社会主義と第二次世界大戦
ドイツ全土がそうであったように、レムゴーにおいても社会民主党員やその他の好ましくない人物が公職から追放された。NSDAPが新たな市議会を占めたが、市長のヴィルヘルム・グレーファー（1885年 – 1945年）はその職に留まることを許された。洋服屋のヴィリー・ランゲンベルクはKPDの党員で、ナチスに対する活発な抵抗運動を指導した。彼は政治犯として1934年から1939年まで懲役刑に服し、釈放後もゲシュタポの監視下におかれた。彼は1941年に地下に潜り、1944年4月に警察との銃撃戦の末、絶望的な状況で自殺した。
1938年の「水晶の夜」にレムゴーのシナゴーグは焼失した。ユダヤ人エーリヒ・カッツェンシュタインの写真スタジオは破壊された。マチルデ・レンツベルクやユダヤ人のフレンケル家の住居では窓ガラスが打ち割られ、ダーフィトゾーン家ではドアがたたき壊された。「ヘルム市長（ヴィルヘルム・グレーファー）の命令で、ユダヤ人墓地の重い鉄門は安全な場所に移された」。ユダヤ人墓地は「平らにならされ」、「1938年11月9日から10日にかけての夜中に新しいユダヤ人墓地では7基の記念碑が倒された」。1933年にレムゴーに住んでいた 65人のいわゆる「Volljuden」（完全なユダヤ人）のうち1942年7月28日に残っていた 22人は自動車でビーレフェルトに連行され、そこからテレージエンシュタット強制収容所に送致された。エミリー・ダーフィトゾーン、エーリヒ・カッツェンシュタイン、マチルデ・レンツベルク、カルラ・ラフェー、アドルフ・シュテルンハイムもこれに含まれていた。ホロコーストを生き延びたのはわずか 3人だけであった。
この街は第二次世界大戦を1945年の春までほとんど無傷で切り抜けた。1945年4月3日、アメリカ第2機甲師団が南から接近した。この頃、短期間ではあったが、ブライドルン兵舎（後のシュピーゲルベルク兵舎）にパウル・ゲールビヒ将軍によって前線司令部が設けられており、その隷下にレムゴーの戦闘司令官ヴァルター・ヘックマン大尉がいた。隊列を組んで侵攻してくるアメリカ軍の戦車隊に対してリーパー・ベルクとヘルストマール近郊に戦車バリケードを準備した。レムゴーは最後の一人になるまで守り抜くこととされた。工場主のリュプケと市長ヴィルヘルム・グレーファーはヒュー・R. オファーレル陸軍中佐が率いるアメリカ軍とヘルストマール近郊で市の降伏について話し合った。その帰路、二人はヘックマン大尉に逮捕された。リュプケは移送中に逃亡したが、グレーファー市長は4月4日に即決裁判所に召喚され、ゲールビヒによって死刑を宣告された。その翌朝、ボーデンヴェルダーのマルクト広場において親衛隊兵士によって処刑が執行された。その間にレムゴー西部で砲撃が始まり、市域内で 27人のドイツ兵が死亡した。1945年4月4日の夕方に本市はアメリカ軍によって占領された。レムゴーとグロース＝ベルケルとの間で 603人のドイツ兵が戦争捕虜となった。

### 戦後と現代の発展
レムゴーは、戦後イギリス管理区に属し、ハーウェイ司令官の下に置かれ、退役したクレメンス・ベッカーが市長に任命された。
1945年4月からイギリス軍ライン軍団 (BAOR) は、旧ブライドルン兵舎あらためストーノウェー兵舎を接収した。1946年3月15日、イギリス軍管理委員会は、バート・エーンハウゼンに本部を置く「ドイツでの労働、居住に関する相談所」(German Labour and Housing Agency) の開設を指示した。1946年7月に、かつてのノルトライン州労働大臣ヘルマン・リンクはその出張所建設を請願した。上位の役所にあたるドイツ管理委員会（イギリス管区）人事部はレムゴーに移転し、1946年7月12日に相談所はこの役所に移管され、ストーノウェー兵舎に入居することとなった。1993年8月24日にこのイギリス軍基地が閉鎖された後、兵舎跡は近代的な住宅群に建て替えられた。
1950年頃にいくつかの電子企業・照明企業が設立され、大きな企業に発展していった。歯科機器製造業も絶えず成長し続けている。グレーフェンマルシュ地域は、ずいぶん以前から新たに興る企業に比して狭すぎる状態であったため、リーメ地区北部の大規模な工業地区への移転が進められた。現在ここには、他を圧する規模の家具工場といくつかの企業が残っているだけである。
本市の人口は、戦後、多数の難民や旧ドイツ東部領土から追放された人々で急速に増加し、1939年には13,489人だったのに対して1949年には約2万人となっていた。1969年1月1日にそれまで独立した自治体であった13町村を合併したため、人口は約 38,000人になった。

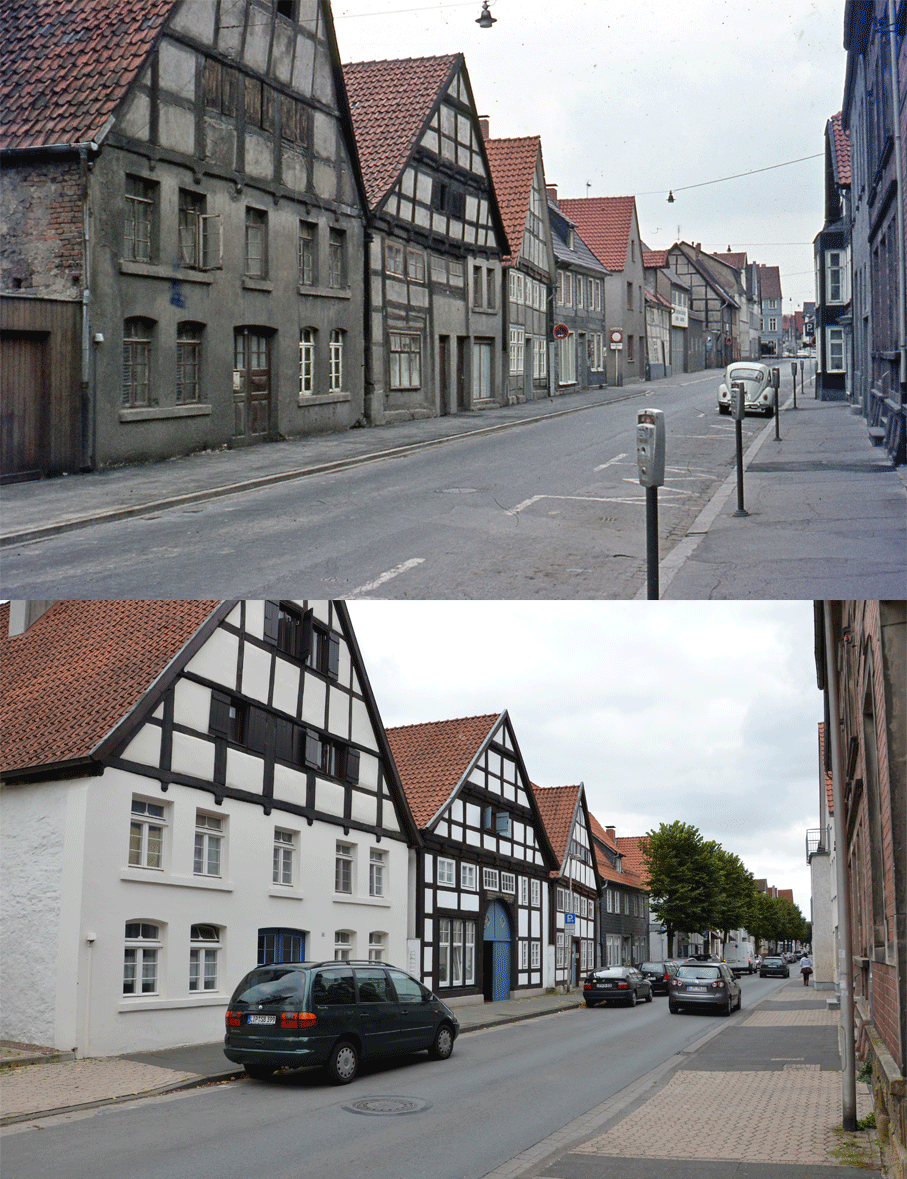
エヒテルン通りの街並み。上が1970年、下が2011年の景観。修復・保存されている様子が分かる。

現在の中核市区はブラーケ地区とともに、20世紀に文化・経済の中心地に発展した。中世風の街並みを持つレムゴーは観光地となっており、年中多くの観光客が訪れる。この古い街並みの保存、修復の責任を担っているのが、1920年8月27日に設立されたアルト・レムゴー協会である。1920年代にカール・マイアー博士の指導下で、モルタルの下に隠されていた重要な木組みのファサードを初めて明るみに出した。戦後も街の景観保護は続けられ、1920年以降この協会は、助言、提言、補助金の分配を含め、300件以上の文化財の手入れを行っている。

### 市町村合併
レムゴー郡の新設に関する法律（レムゴー法）に基づき、1969年1月1日にレムゴー市とリッペのブラーケ、ブリュントルフ、エントルプ、レーゼ、リーメ、リューアーディッセン、マトルフ、フォスハイデ、ヴェルストルフ、ヴィームベックおよびヴァームベックが合併し、新たな市としてレムゴーが誕生した。1970年1月1日、デトモルト法に基づいてデトモルト郡からヘルストマールとトロプハーゲンがレムゴー市に移管された。1973年1月1日以降、レムゴー市は、それまでのレムゴー郡とデトモルト郡が合併して成立したリッペ郡に属すこととなった。

## 住民

### 人口推移
以下の表に各時点での市の人口を示す。2番目の表は、現在の市域に相当する範囲の人口である。1818年以前の値は推定概数、1818年から1970年と1987年は国勢調査の結果である。1975年以降は、州のデータ管理統計局による公式な研究結果である。1975年から1985年までは推定値であり、1990年以降の数値は1987年の国勢調査に基づく算定値である。

レムゴーの人口推移

各時点の市域内人口
| 年               | 人口（人） |
| ---------------- | ---------- |
| 1818             | 3,903      |
| 1828             | 3,849      |
| 1835             | 3,862      |
| 1841             | 4,023      |
| 1843             | 4,005      |
| 1852             | 4,033      |
| 1858             | 4,028      |
| 1867 （12月3日） | 4,640      |
| 1871 （12月1日） | 4,801      |

| 年                | 人口（人） |
| ----------------- | ---------- |
| 1885 （12月1日）  | 6,443      |
| 1895 （12月1日）  | 8,096      |
| 1905 （12月1日）  | 9,033      |
| 1925 （6月16日）  | 11,489     |
| 1933 （6月16日）  | 12,390     |
| 1939 （5月17日）  | 14,078     |
| 1946 （10月29日） | 18,188     |
| 1950 （9月13日）  | 20,088     |
| 1961 （6月6日）   | 21,365     |

現在の市域に相当する地域の総人口
| 年                | 人口（人） |
| ----------------- | ---------- |
| 1939 （5月17日）  | 23,295     |
| 1950 （9月13日）  | 33,599     |
| 1961 （6月6日）   | 34,421     |
| 1969 （12月31日） | 38,526     |
| 1970 （5月27日）  | 38,743     |
| 1974 （6月30日）  | 39,701     |
| 1975 （12月31日） | 39,662     |
| 1980 （12月31日） | 39,864     |

| 年                | 人口（人） |
| ----------------- | ---------- |
| 1985 （12月31日） | 38,916     |
| 1987 （5月25日）  | 38,151     |
| 1990 （12月31日） | 39,485     |
| 1995 （12月31日） | 41,403     |
| 2000 （12月31日） | 41,995     |
| 2005 （12月31日） | 42,156     |
| 2007 （12月31日） | 41,867     |
| 2012 （12月31日） | 40,808     |

### 宗教

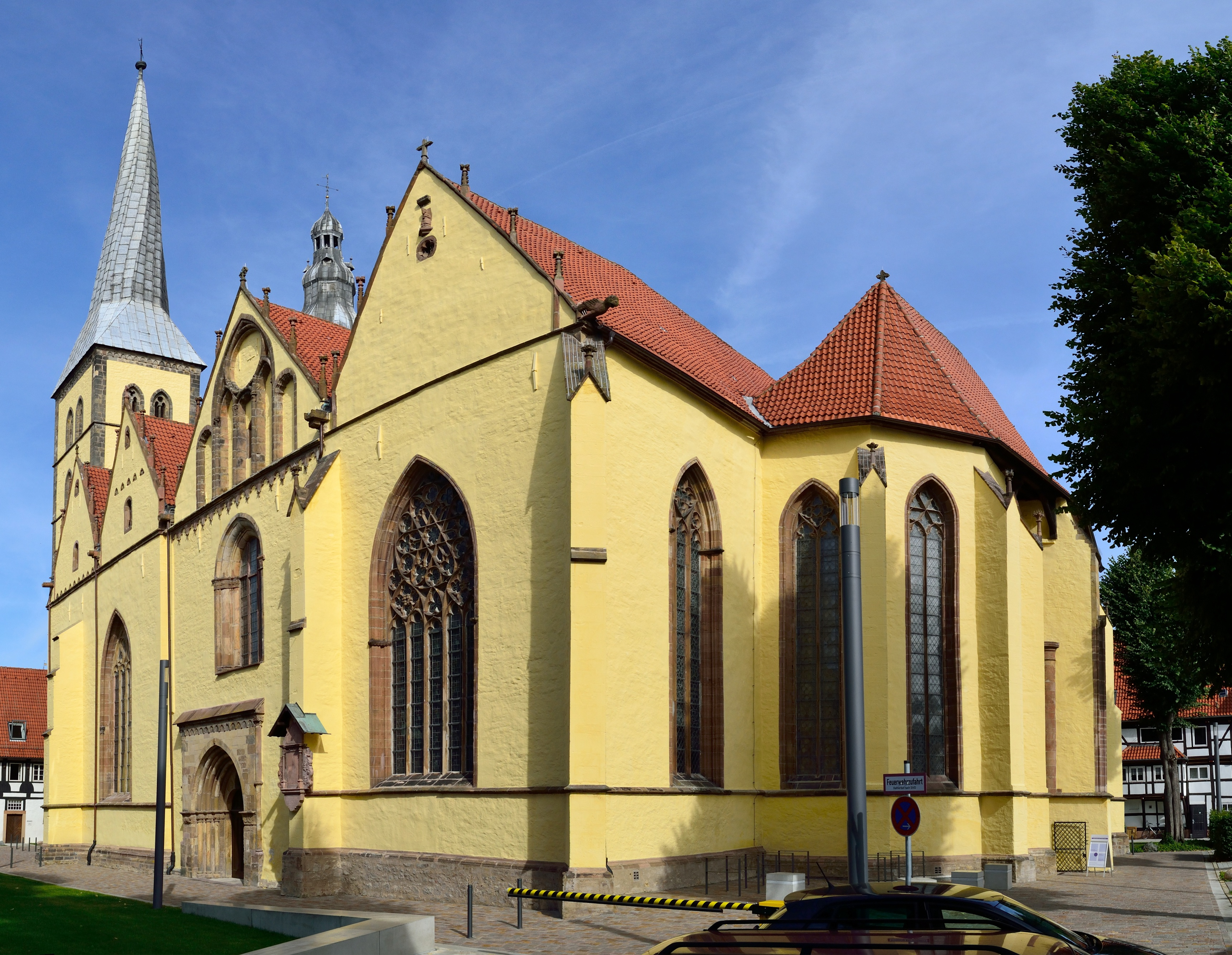
福音主義ルター派聖ニコライ教会

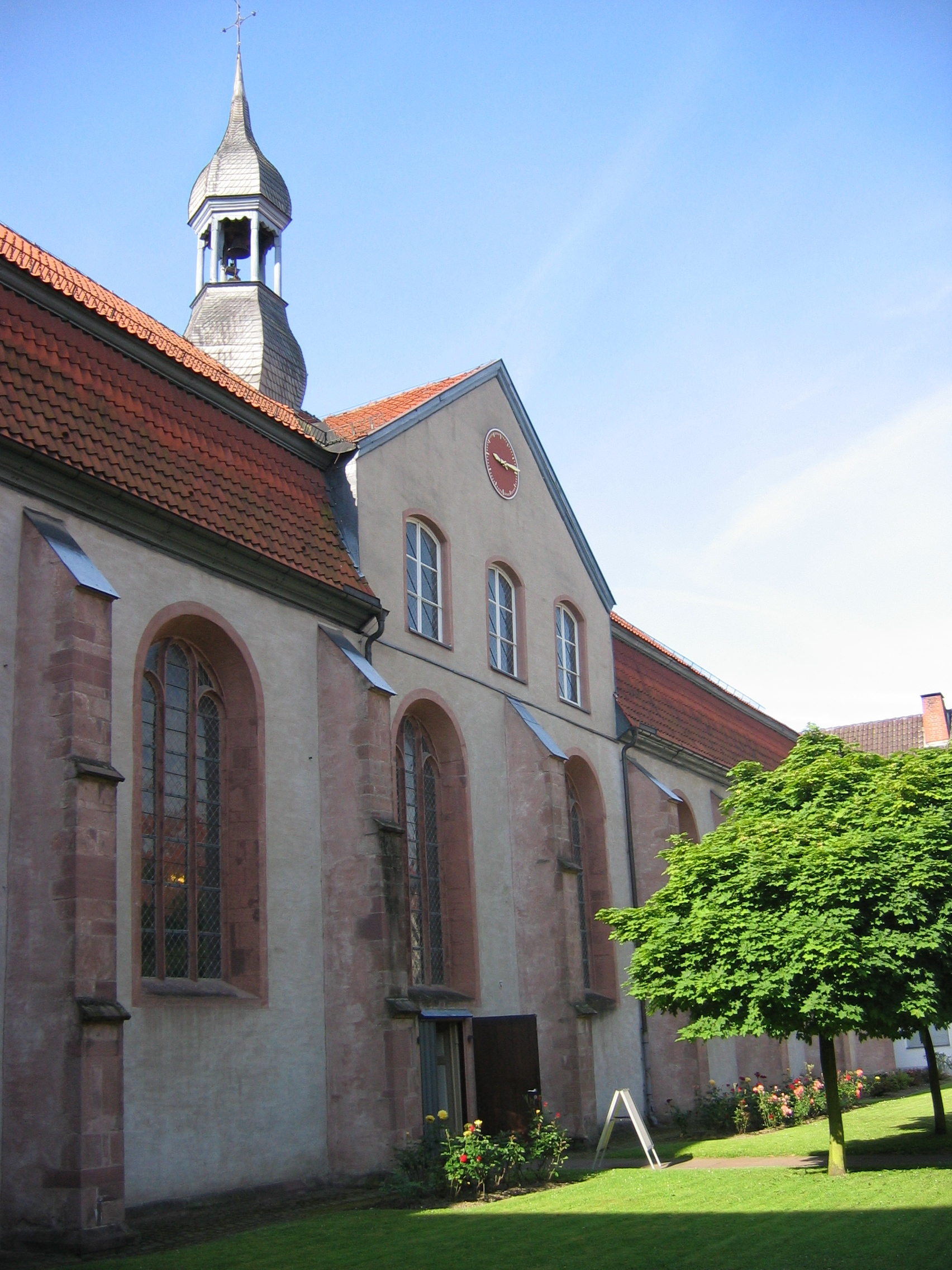
福音主義改革派聖ヨハン教会

ルター派の教義は、1518年にはすでに後の市長エルンスト・フォン・ヴィッパーや他の説教師によって読み聞かせられており、この街はリップシュタットと並んで宗教改革の中心地となっていた。その後、多くの市民が福音主義の礼拝に訪れ、説教の前後にはラテン語ではなくドイツ語の賛美歌を歌った。リッペの領主ジーモン5世は宗教改革を拒否したのだが、彼は自意識を持ったレムゴー市民を強圧的に処遇することはなかった。1537年に宗教改革家ヨハン・ブーゲンハーゲンによるブラウンシュヴァイクの教会法が公式に受諾された。17世紀以降、リッペはジーモン6世によってカルヴァン主義に転向したが、レムゴーは2度目の宗教改革にはあからさまな抵抗を示した。本市は裁判を戦い抜き、ルター派の信仰を保持した。いわゆるレーレントルパー協定は、このリッペ最大都市と領主との争いを調停したもので、レムゴー市民はリッペ伯を引き続き領主として認めることを定めている。
こうした歴史的経緯から、福音主義改革派が主流を占めるリッペ地方教会にあって、レムゴーの住民の多数はルター派「クラス」に属している。レムゴーには福音主義ルター派教会も福音主義改革派教会も存在している。福音主義改革派教会は、聖ヨハン教会と聖パウリ教会の2つがある。福音主義ルター派教会は、聖ニコライ教会、聖マリエン教会、エーベン＝エツァー教会の3つがあり、固有の教会クライスを形成している。すべての教会がリッペ地方教会に属しており、ルター派クラスとブラーケ・クラスに分割される。
唯一のローマ＝カトリック教会は聖霊教会で礼拝を行っている。他の4つの教会組織とともに、パーダーボルン大司教区ビーレンフェルト＝リッペ首席司祭区レムゴー＝ノルトリッペ司牧会に属している。
市内のムスリムのために、トルコ＝イスラム教宗教施設連盟 (DİTİB) に属すトルコ＝アーメト＝ヤサヴィー＝モスクがある。
現在の宗教分布を知る手がかりの一つが、学生に対する所属宗教団体の調査である。これによれば、68 %が福音主義、10 %がカトリック、4 %がイスラム教に所属した。7 %がその他の宗教団体に所属し、無宗教は11 %であった。

## 行政

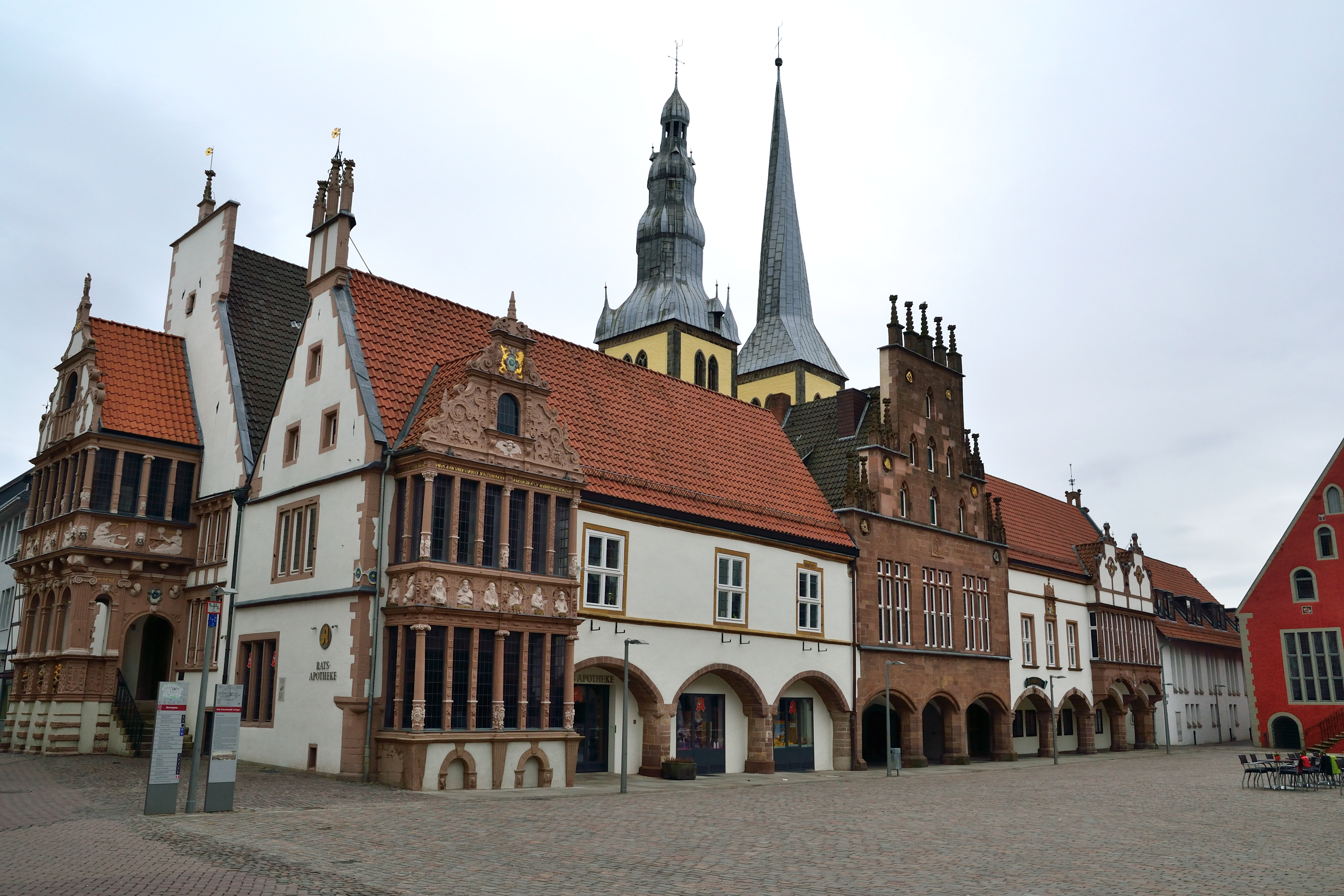
レムゴー市庁舎

### 市議会
レムゴーの市議会は 46議席からなる。これに市長が議長として加わる。市議会は5年ごとに改選される。

### 市長
他の自治体と同様に、レムゴーでも1994年までは名誉職の市長 (Bürgermeister) と専任の市事務総長 (Stadtdirektor) が併存していた。レムゴーの初代専任市長はラインハルト・ヴィルムブッセであった。
- 1916年 – 1920年: フランツ・メラー
- 1921年 – 1923年: カール・オットー・フローレト
- 1923年 – 1945年: ヴィルヘルム・グレーファー
- 1945年: クレメンス・ベッカー (SPD)
- 1946年 – 1947年: オットー・ドレーヴェス (CDU)
- 1947年 – 1952年: ヨハネス・クールマン (CDU)
- 1952年 – 1954年: ヴォルフガング・クラジング (FDP)
- 1954年 – 1956年: ヴィルヘルム・ヴィッパーマン (FDP)
- 1956年 – 1969年: ヴィルヘルム・ヴィッパーマン (FDP) とアウグスト・フロール (SPD) が交替で執行
- 1969年 – 1971年: ヘルムート・クリューガー (CDU)
- 1971年 – 1999年: ラインハルト・ヴィルムブッセ (SPD)
- 1999年 − 2020年: ライナー・アウスターマン (CDU)[31][32]
- 2020年以降: マルクス・バイアー（無所属）[33][34]

### 紋章
図柄: 紋章は、銀地（白地）の盾に、金色（黄色）の蘂を持つ5弁の青いバラ。ただし萼は描かれていない。
1969年1月1日のレムゴー改編により、それ以前の市の紋章を使用する事は1972年1月20日に認可された。最初のバラのデザインは、1248年のレムゴー市の実印に含まれることが証明されている。この印章は1200年頃に成立したと推測される。市章は、市の機密印から14世紀に発展した。機密印は中世後期には管理印として流布した。16世紀以降、バラの花が青色になったことが証明されている。この色は、おそらくリッペの赤いバラと区別するために選ばれたと推測される。

### 姉妹都市
- ヴァンドゥーヴル＝レ＝ナンシー（フランス、ムルト＝エ＝モゼル県）
- ビバリー（英語版）（イギリス、イースト・ライディング・オブ・ヨークシャー）
- シュテンダール（ドイツ語版）（ドイツ、ザクセン＝アンハルト州）

ロートリンゲンの都市ヴァンドゥーヴル＝レ＝ナンシーの工科大学生物学部は、1973年にドイツの専門大学と交換留学の相手先を探した結果、当時のレムゴー専門単科大学（現在のオストヴェストファーレン＝リッペ大学）をパートナーとした。同年、最初の交換留学が行われた。この訪問の公式な歓迎式典が市庁舎で開催され、ヴァンドゥーヴルの市長はこのパートナーシップを両都市間のそれに拡大すると発言した。1976年から両市の派遣団が相互に訪問を行った。こうした関係は学校やクラブにも速やかに波及した。姉妹都市協定は、1978年10月にヴァンドゥーヴルで、1979年5月19日にレムゴーで、公式に承認された。
旧レムゴー郡とイングランドのイースト・ライディング・オブ・ヨークシャーとの間の友好地区関係は、レムゴーとハルテンプライス、後のビバリーとの交流が発展したものである。学校間で交換留学が行われ、スポーツクラブや音楽グループの交流が奨励された。ビバリーの市議会は、1979年4月26日にレムゴーとの姉妹都市協定を可決した。1979年5月19日、レムゴー市での記念式典で、ヴァンドゥーヴルとビバリーの姉妹都市協定が締結された。
レムゴーの使節団は、1985年8月、原爆投下40周年を契機に日本の広島市を訪れた。ここで彼らはDDRの使節団と遭遇した。エーリヒ・ホーネッカーからの電報は、その面会の意義と平和維持における市町村の重要な役割について語るものであった。当時のレムゴー市長ヴィルムブッセはこれに応え、DDRの都市との姉妹都市協定を提案した。東ベルリン訪問が行われ、レムゴーの使節団はシュテンダールに故郷と多くの類似点を見いだした。こうしてシュテンダールとの最初の接触が持たれた。その後相互訪問などを経て、1988年10月9日に姉妹都市協定が結ばれた。ドイツ再統一後、レムゴーとシュテンダールとの友好都市協定は、1990年10月3日にレムゴー市庁舎で改めて確認・強化された。
本市は、やはりリッペのアウグストドルフにある第212装甲擲弾兵大隊と保護支援関係を結んでいる。さらにレムゴーは新ハンザ同盟の一員でもある。

## 文化と見所
レムゴーの歴史的中心街は第二次世界大戦をほぼ無傷で切り抜けた。このため、ルネサンス時代からの証拠である都市建築上の総合的なキャラクターが保存されている。

### 演劇
レムゴー市には固有の劇場を有していない。「レムゴー＝アボ」はデトモルト州立劇場と共同で、州立劇場で公演を行っている。フライエ・テアターグルッペ・シュタットゲシュレヒはレムゴー駅で公演を行い、ドイツの他の街で客演している。

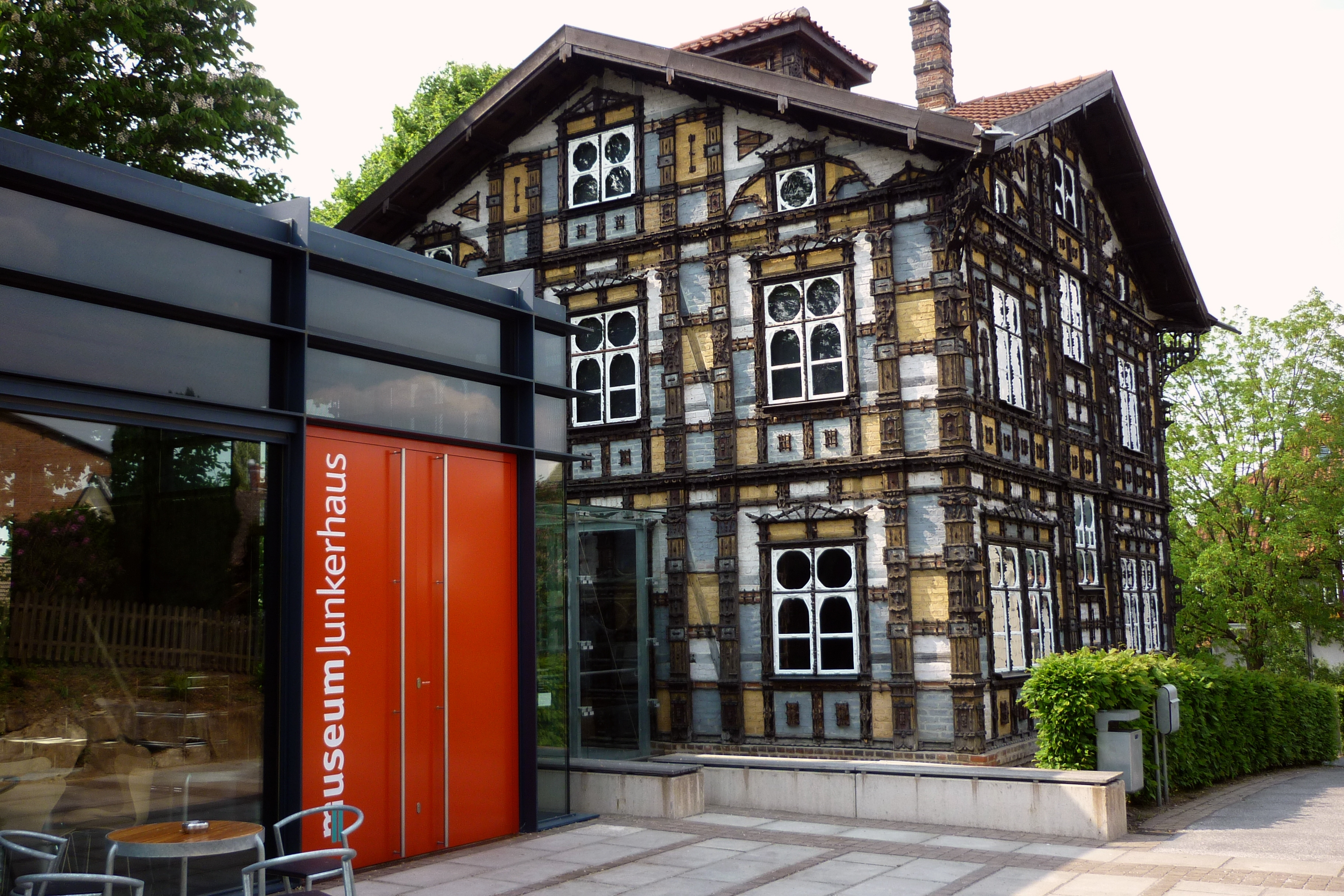
ユンカーハウス美術館

### 博物館・美術館
市立博物館「ヘクセンビュルガーマイスターハウス」（悪魔の市長の家）は復元された魔女狩りの時代の拷問器具を展示している。ユンカーハウス美術館では芸術家カール・ユンカーの生活と作品が見学できる。「ユンカーハウス」は、数多くの芸術的な彫刻が見られる、この芸術家の1891年の作品である。市立ギャラリー・ハウス・アイヒェンミュラーは、現代芸術家の作品を入れ替え展示している。エルミューレは稼働可能な水車で、水車博物館を併設している。ヴェーザールネサンス博物館ブラーケ城は、ヴェーザールネサンス時代の芸術、文化、生活の一端を示している。文書館および交流スペースのフレンケルハウスはレムゴーにおけるユダヤ人の常設歴史を行っている。
- エルミューレ
- ブラーケ城

### 音楽
本市の音楽状況は、市立音楽学校から児童合唱団の演奏会、ゴスペルコーラス、3つの男声合唱団、聖ニコライ教会やマリエン教会の聖歌隊、その他のコーラスグループに広がっている。この他、3つのブラスアンサンブル、2つの音楽隊、1つのファンファーレ隊、1つの狩猟ホルン吹奏団、1つの室内楽サークルがある。

### 建造物

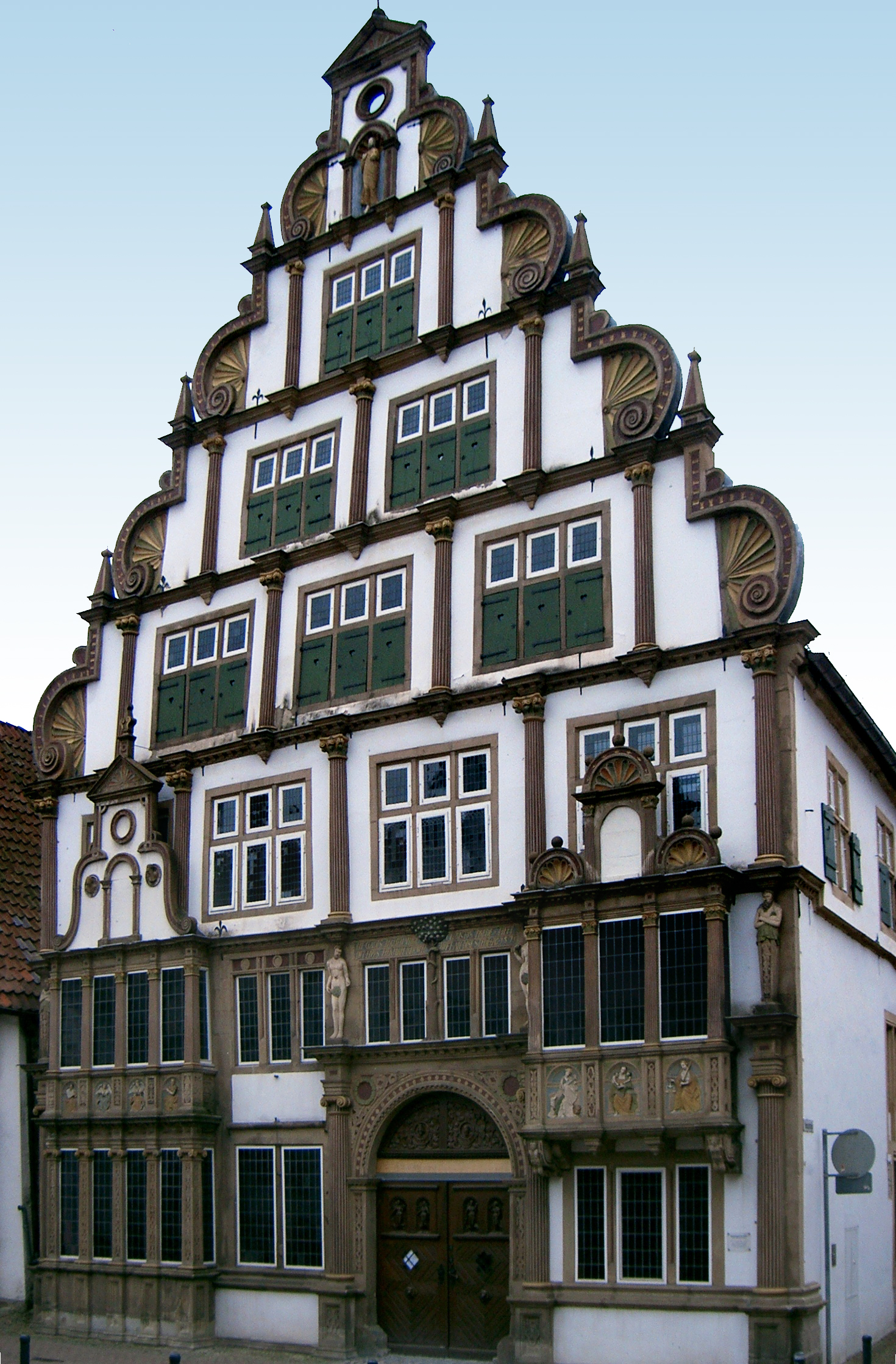
ヘクセンビュルガーマイスターハウス

#### ヘクセンビュルガーマイスターハウス
レムゴーの最も有名な建物は、ヴェーザールネサンス時代のファサードを持つ、1571年建造のヘクセンビュルガーマイスターハウス（直訳すると「悪魔の市長の家」）である。この異様な名称は、17世紀に市長職にあったコットマンに由来する。彼は権力欲に駆られ、当時キリスト信仰の構成要素の一つであった魔女信仰を利用して、敵対者を陥れていった。これによりどれだけの市民が殺害されたのか、それが女性なのか男性なのかは判明していない。
ファサードには、広い搬出口の下に「ウトルフト」と呼ばれる張り出し部がある構造は、専門の文献にもあまり記述のないものである。通常、こうしたウトルフトはルネサンス様式の石造建築や17 - 18世紀の木組み建築に見られるものである。ファサードの右側部分にはコンソールの張り出し部がある。このファサードは、主に半柱と飾り縁で構成されている。

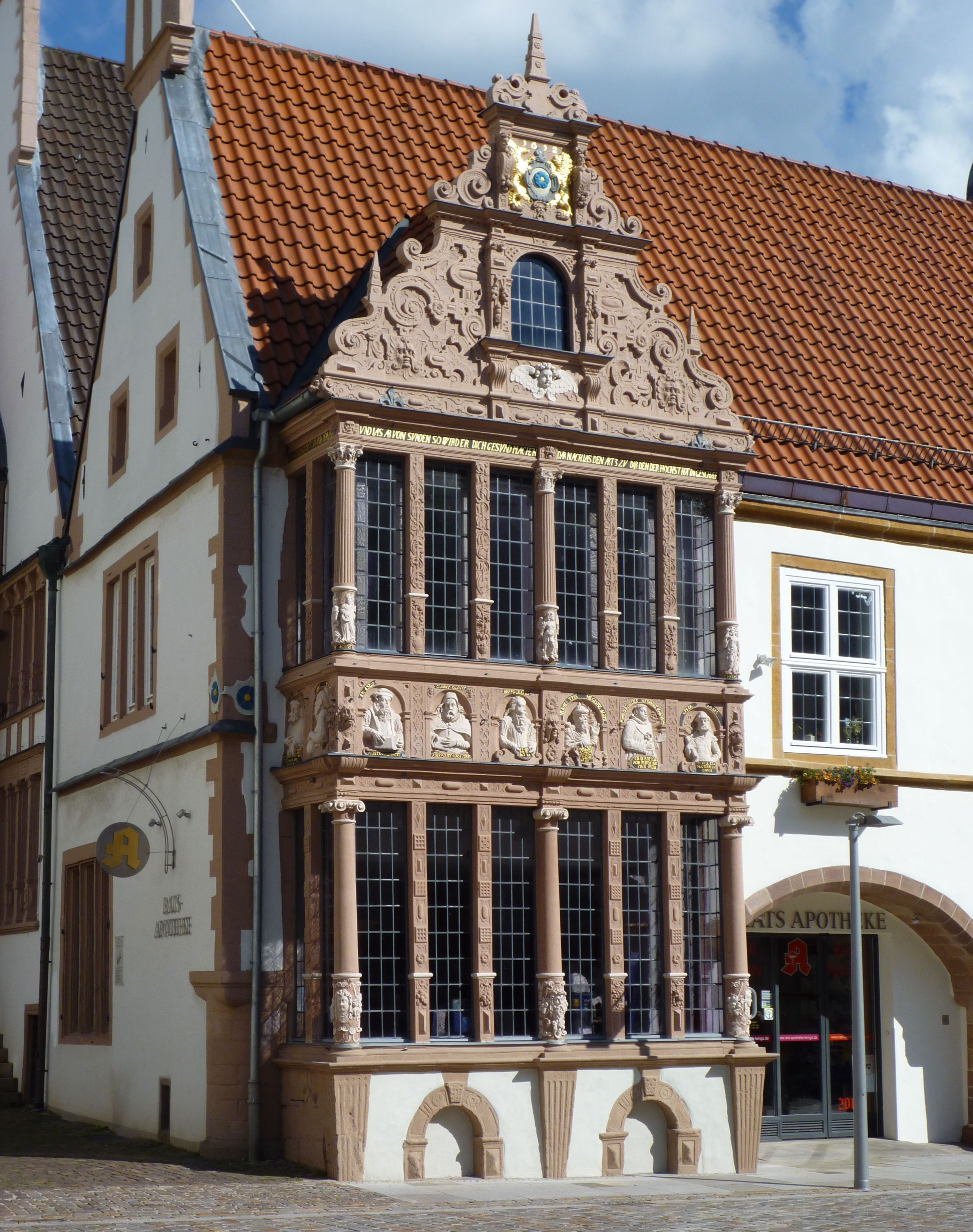
レムゴー市庁舎アポテーケンエンカー

#### 市庁舎
ユネスコのリストでヨーロッパ・クラスの文化財に分類されている市庁舎は、様々な時代に増築された部分からなるヴェーザールネサンス建築である。その成立史は、市庁舎のような大規模世俗建築にとっては珍しいものではない。人口増加や市の行政機能の変化によって多くの空間を必要とするからである。新しい建物を建設するのではなく、隣接する家屋を買収して市庁舎を拡張したのである。
最も古い部分は長く伸びたホール建築で、13世紀まで遡る。中央部分はゴシック様式で1480年から1490年頃に建設された。内部には、裁判所を含む執務室がある。1階が開放構造になっているのは中世の市庁舎が多くに見られる構造で、ここで公開裁判が行われた。
最も新しい箇所は、15世紀から16世紀に建造されたヴェーザールネサンス建築である。アポテーケンエルカー（直訳すると「薬局の出窓」）は、荘重さと軽快さを同時に兼ね備えた豪華な装飾である。同様の建築が、市庁舎北面の入口階段部分に見られる。新しい市庁舎部分は簡素に造られており、マルクトファサードがアポテーケンエンカーを縁取っている。

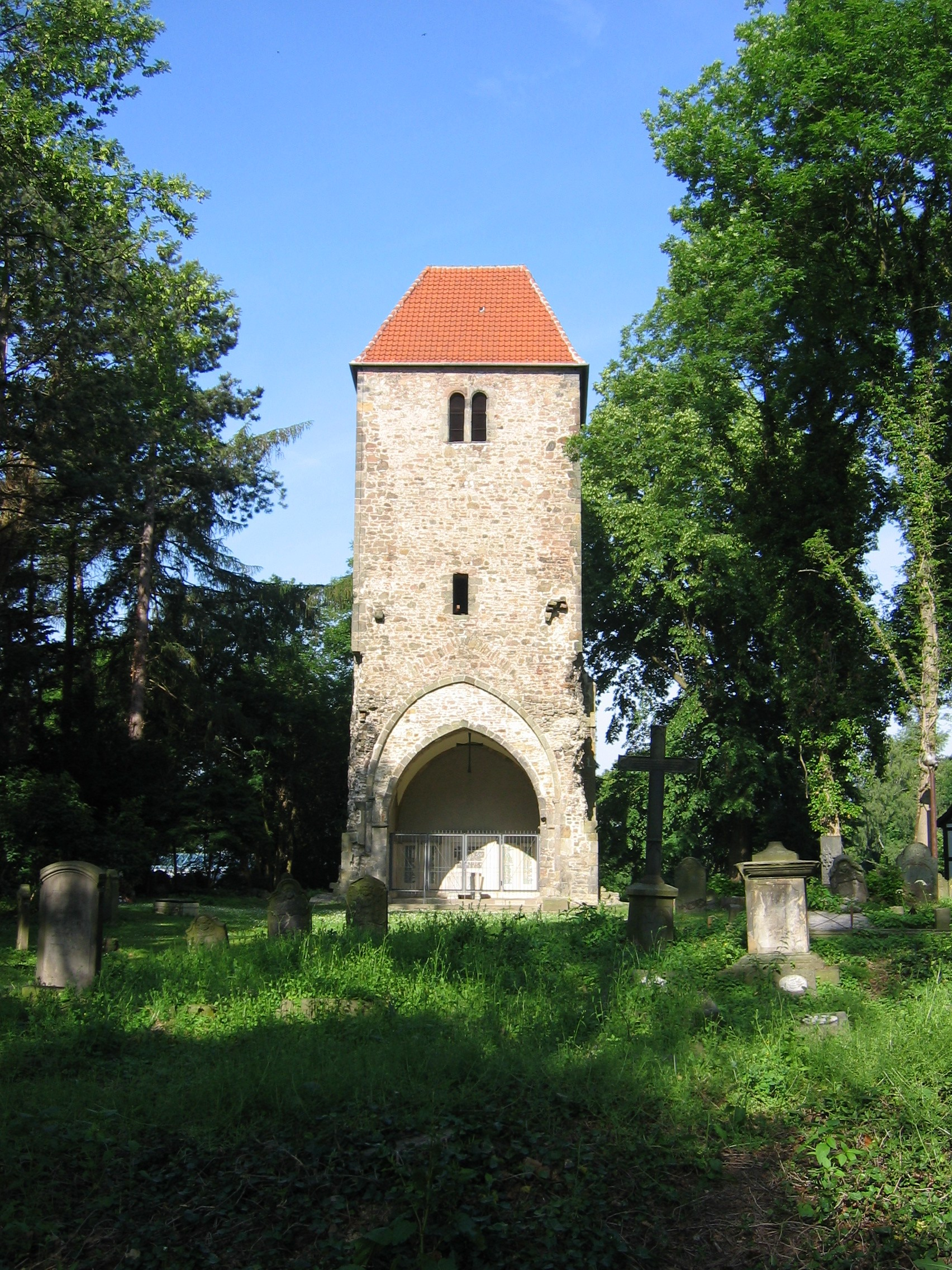
シュトゥンプファー塔

#### その他の見所
本市の見所には、12/13世紀に建設された聖マリエン教会、2008年に周囲旧墓地から780年頃の骨片が発見された聖ヨハン教会や、現存するその先代の教会塔（シュトゥンプファー塔）とその中に格納されているリッペで最も古い日付をもつ鐘がある。旧修道院は16世紀に創設され、18世紀に閉鎖された。エルンスト・ペーティヒによって設計されたバウハウス＝クレスマン邸は、レムゴーとその周辺で唯一のバウハウス建築の作例である。ツォイクハウスは、印象的な縞模様の飾り漆喰が施されたヴェーザールネサンス建築の典型例である。内市街以外ではブラーケ城がある。この城館は、16世紀末にリッペ伯ジーモン6世によって堂々たるヴェーザールネサンスの城館に改築された。ここには、中世盛期には既にヴェストファーレン最大級の城塞が建っていた。

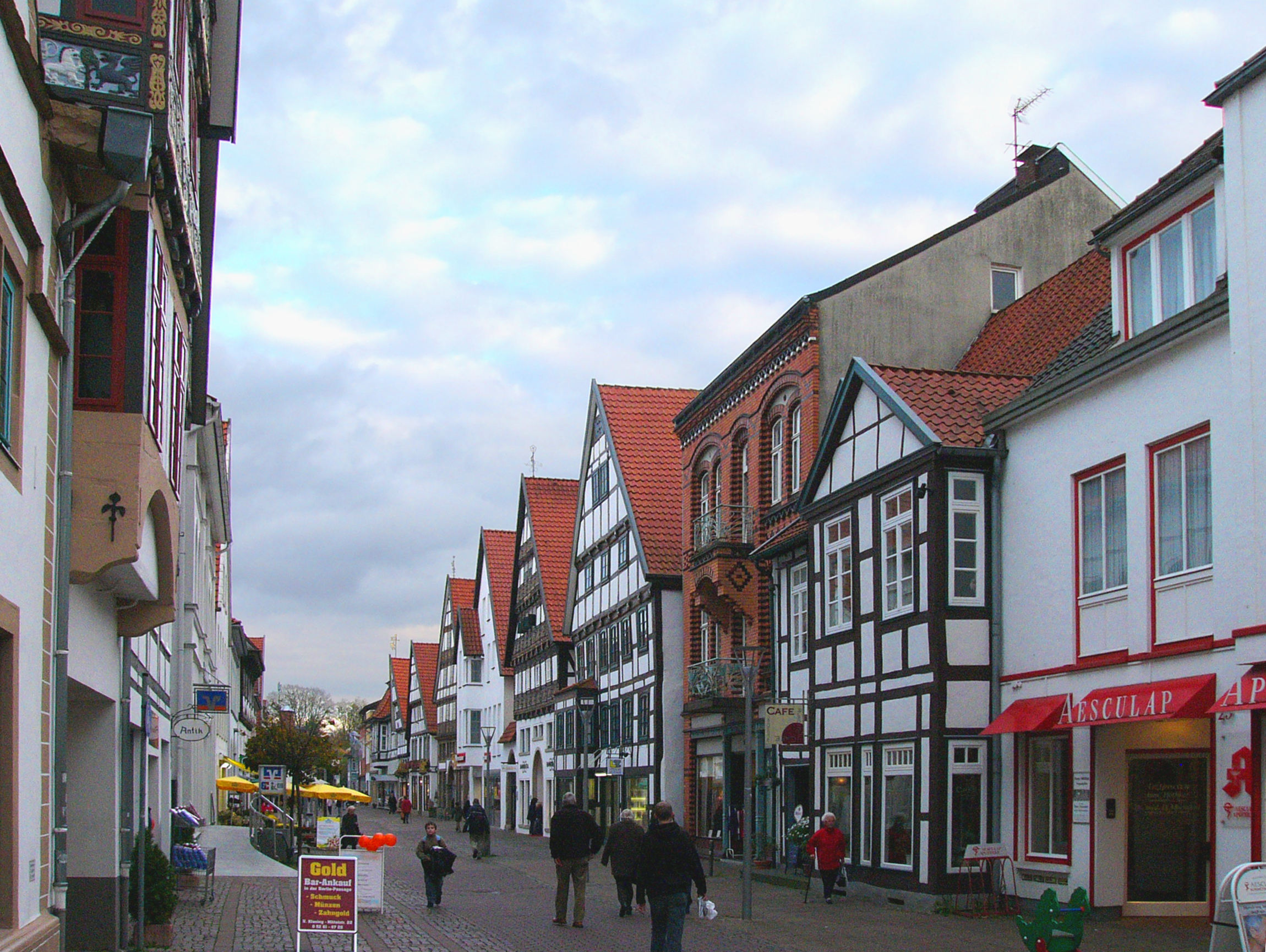
ミッテル通りの街並み

- 聖マリエン教会
- リッペで最も古い日付（1398年）の鐘
- 旧修道院
- ツォイクハウス

#### 民家
歴史的な中心街には、後期ゴシック様式やヴェーザールネサンス様式の商人の館が列を成している。ここには、たとえば「ノイシュテッター・ツヴィリンゲ」やかつての貴族の館のような装飾豊かな破風をもつ木組み建築あるいは石造建築がある。大部分が歩行者専用区域に指定されたショッピング街であるミッテル通りには、本市で最も重要な民家群が存在している。この他にも旧市街内には、15世紀から19世紀まで、数百棟の小さな木組み建築が遺されている。

### 都市防衛施設
レムゴーの都市防衛施設は18世紀から19世紀に大部分が取り壊された。高さ30 mを超える東門は1863年に、それよりもかなり小さなレーゲンス門は1876年に解体された。市壁は、現在、わずかな部分が遺されているだけである。ヒルテン通り沿いの約25 m、ランゲンブリュッカー門付近の10 m、イム・レムプケン通り沿いの120 mの区間がそれである。この他にプルファー塔（ノイエ通り）と一部が修復されたホーエ・トゥルム・オプ・デム・レムプケン（直訳すると「レムプケンの上の高い塔」）が存在している。カスタニエンヴァルには、1990年の市創設800年祭に修復された堡塁がある。旧市街の南側には高さ10 mの防衛土塁があり、その他の面は1905年に公園施設に改造された。濠は南側のアプタイガルテン沿い部分が復元されている。

### 公園
旧市街南東部に、広さ約2 haのアプタイガルテン・レムゴーがある。リッペ伯は、早くも1769年に大きな庭園施設を設けていた。その死後、この庭園は隣接する聖マリエン修道院の女子修道院長の所有となった。1958年に最後の女子修道院長が亡くなった後、市がこの土地を入手した。この緑地は1962年から一般公開されている。古木の他に3基の記念碑がある。
レムゴー北部に、シュタッフ＝ラントシャフツパルクがある。広さ16 haの一般公開されているこの公園の所有者は、公益法人シュタッフである。照明器具製造業者アフルレート・シュタッテュは企業を興し、第二次世界大戦後に業績を拡大した。彼は共同経営者とともに1987年にこの公益法人を創設した。1988年に公園新設のためのアイデアコンクールを開催し、ボットルプ＝キルヒヘレンのドレッカー設計事務所が優勝した。1990年に公園の造成が始まり、現代芸術作品がこの公園を彩っている。

### 自然文化財と自然保護区
レムゴーのヴィンデルシュタインは、紀元前の夏至を観測する施設である。ラーゲのヨハニスシュタインもこの目的で使われたものである。

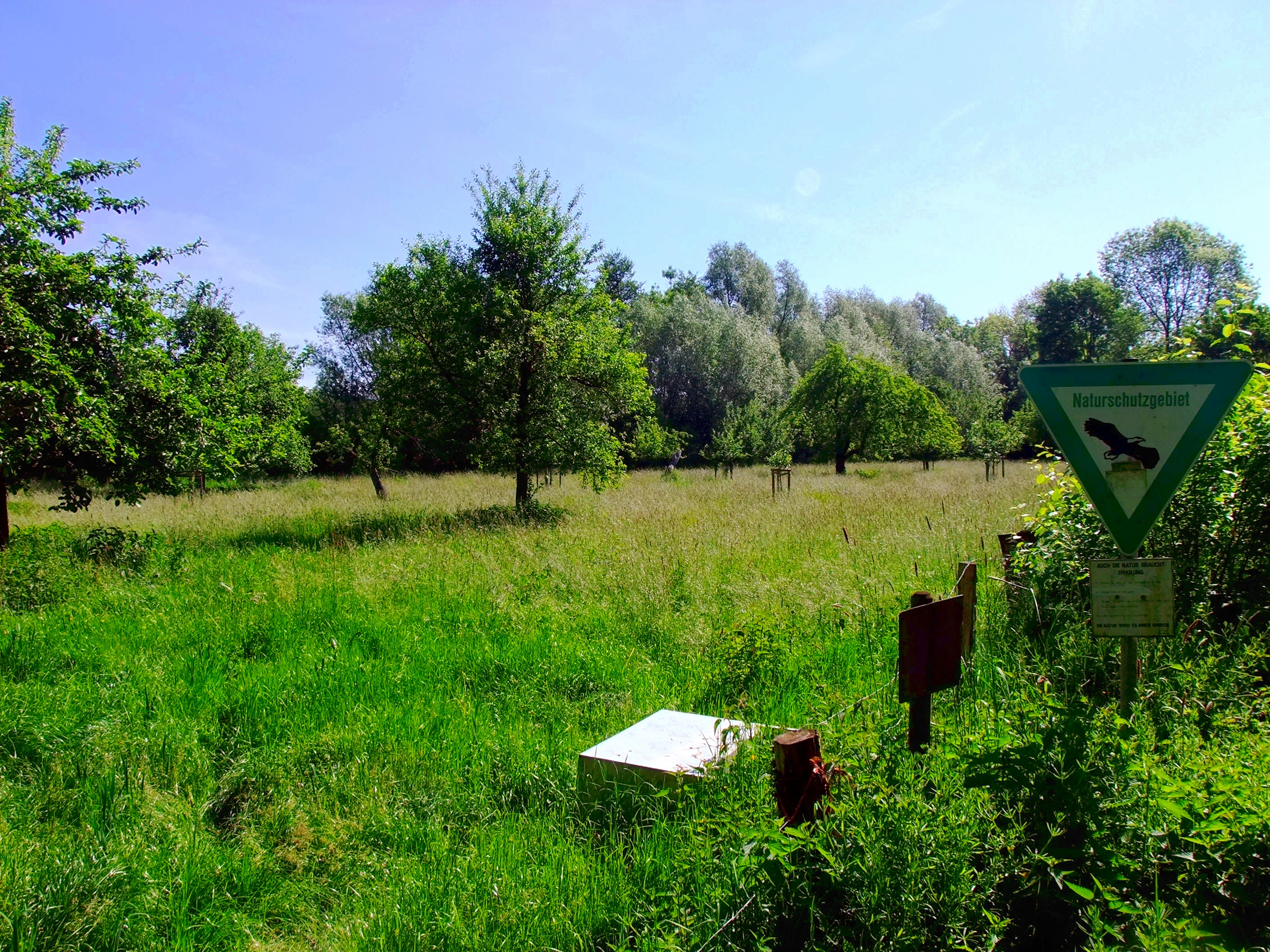
ベーガタール自然保護区

#### ベーガタール
中心街の東にベーガタール自然保護区がある。この自然保護区は、ベーガ川沿いの長さ約21 kmの区間で、水源であるバルントルプの市の森からブラーケ城までを含んでいる。デトモルト行政管区の条例により、1996年に497 haが保護区に指定された。川原の草地には、水源、沼、小さな池や満水時には水没する窪地、自然に近い状態の森がある。この地域は、約350種の植物の生育地であり、そのうち 23種がノルトライン＝ヴェストファーレン州のレッド・リストおよびその予備リストに登録されている。さらにムナジロカワガラスやカワセミを含む70種以上の野鳥、ヨーロッパブルヘッドやヨーロッパスナヤツメを含む 17種の魚類がベーガタールを棲息地にしている。

#### ハルディッサー・モーア
リーメ地区とラーゲ＝ハルディッセン地区との間にハルディッサー・モーア自然保護区がある。この自然保護区は広さ約29 ha、長さ1.5 kmのエッテルンバッハ川が流れる谷である。中心部には低層湿原、ハンノキの藪や森、クロウメモドキの藪、ヨシ原などが連なっている。ハルディッサー・モーアには珍しい、あるいは危機に瀕した植物だけでなく、保護すべき鳥類、トンボや両生類の棲息地である。デトモルト行政管区長官のこの地に対する保護令は1996年12月13日に発効した。

### スポーツ

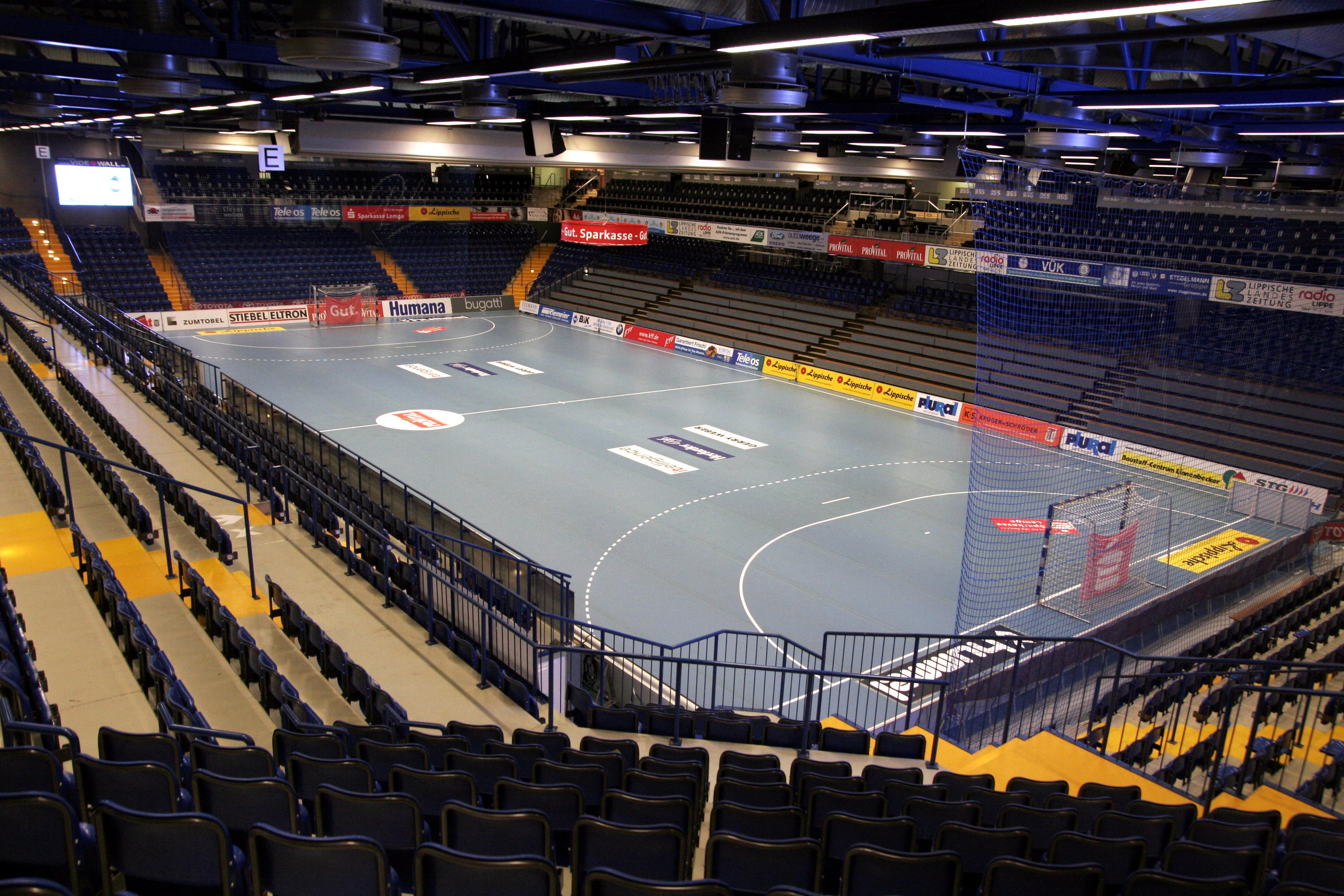
TBVレムゴーのホームゲームが行われるリッパーラントハレ

本市は、TBV レムゴーのハンドボール・チームで知られている。1911年に創設されたこのクラブのハンドボール部門は1924年から存続している。創設された年以降オーバーリーガでプレイし、1981 - 1982年シーズンにブンデスリーガ2部に昇格し、1983 - 1984年シーズンに現在プレイしているハンドボール・ブンデスリーガ1部に進出した。2006年以前で最大の成功は1995年であった。1995年にDHBポカール（ドイツハンドボール連盟杯）で優勝し、1996年のカップ戦の勝者によるヨーロッパカップで優勝した。1997年にはブンデスリーガ優勝を飾った。1997年、1999年、2002年、2003年にDHBスーパーカップ、1995年、1997年、2002年にDHBポカールで優勝している。2003年に再びブンデスリーガで優勝しドイツ・チャンピオンとなった。2006年と2010年にはEHFカップ（欧州ハンドボール連盟杯）をレムゴーにもたらした。
TBVレムゴーは、リッパーラントハレでホームゲームを行っている。2007年世界男子ハンドボール選手権では、13位から24位で戦われるグループリーグ（プレジデンツ・カップ）6試合が開催された。
会員数 2,400人以上のレムゴー最大で、最も古いスポーツクラブが、TV レムゴー・フォン・1863 e.V. である。TV レムゴーは自前の体育館（TV-ハレ）を有している。このクラブは、2006年からオストヴェストファーレン＝リッペ大学と共同で、スポーツやフィットネスのプロを育成している。
リーメ地区では、自転車スポーツが行われている。サイクルフィギュアでは、多くのドイツ・チャンピオン、ヨーロッパ・チャンピオン、世界チャンピオンがレーメから輩出されている。

### 年中行事
夏には、「レムゴーのゾンマートレフ」が開催される。歴史的なマルクト広場で開催されるこの催しは、街頭演劇や街頭演芸、キャバレー、音楽ライブなどが行われる。毎年12月の第1木曜日から次の日曜日まで、この地域最大のクリスマスマーケットである「クレッシェン」が開催される。偶数年には、ブラーケ射撃祭とレムゴー射撃祭が交互に開催される。射撃祭の日曜日には、1,000人以上の射撃手と楽隊がレムゴーの内市街をパレードする。マルクト広場では式典が開催される。

### 郷土料理、名物食材

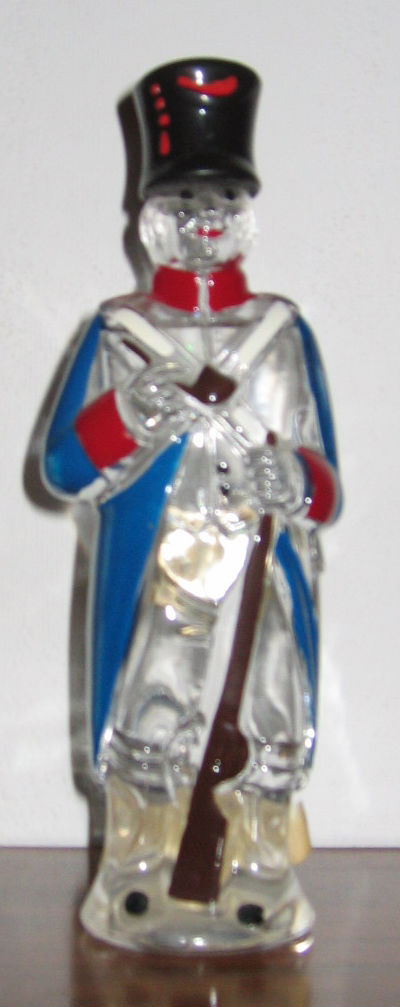
リッパー・シュッツェン

レムゴーのシュトローゼンメルが特徴的な郷土料理である。これは最もよく知られたリッペ地方の焼き菓子である。レシピは、パン職人の無名兵士によってもたらされた。ナポレオン戦争でロシアに従軍し、ゼンメル（小型で皮の堅い白パン）を軍の糧食として焼いていた。発酵した生地は古いロシアの習慣に従って焼く前に茹でられ、長期保存が図られた。シュトローゼンメルはレムゴーのパン職人によって北アメリカにもたらされた。この地方に特徴的な具材は、リッペのメットヴルスト（脂身の少ない挽肉で作られたソーセージ）、豚の腿肉、チーズ、蜂蜜、マーマレード、テンサイのシロップ、バターなどである。
リッピシャー・ピッケルトは、イースト、小麦粉、ジャガイモから作られる小さな焼き菓子で、レーズンを入れてフライパンで焼く。ピッケルトは、有塩バター、テンサイのシロップ、マーマレード、レバーペーストを塗って食べる。
レムゴーのシェトカー蒸留所で作られる有名な蒸留酒が、穀物酒リッパー・シュッツェンである。この酒は、1815年頃のリッペ侯国の制服姿の兵士をモデルにした瓶に詰めて販売されている。
1854年にクラーマー通り5番地のヴィッパーマンシェス・ハウスに蒸留所と製酢工場が設けられた。1976年までここでヴィッパーマン・ヴァホルダーが蒸留されていた。2014年現在この酒は、H.ハイト穀物酒蒸留所の商標で製造販売されている。

## 経済と社会資本

### 交通

#### 道路交通

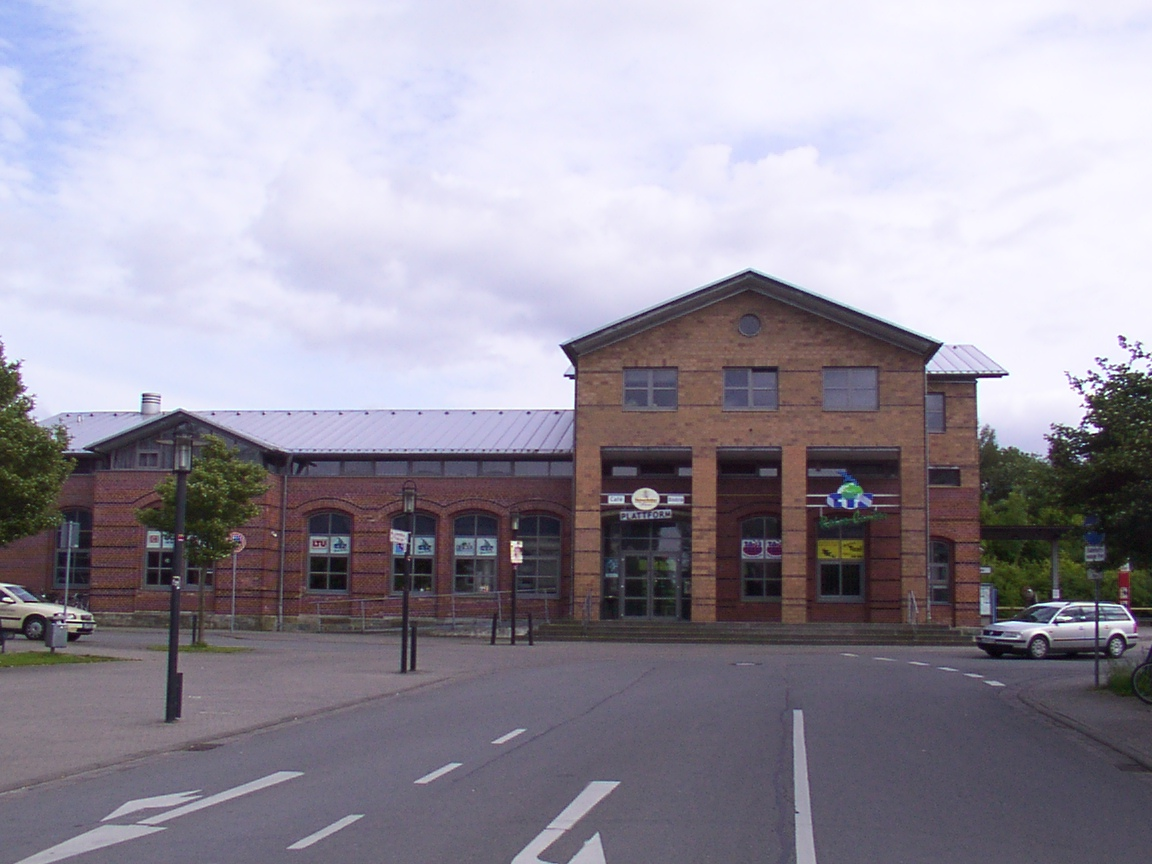
レムゴー駅

レムゴーで、連邦道 B66号線（オストヴェストファーレン街道）とB238号線が交差する。最寄りのアウトバーンは A2号線で、レムゴーの西約9 kmを走っており、オストヴェストファーレン＝リッペ・インターチェンジを利用してアクセスする。この路線は、東西方向の第1の交通路である。アウトバーン A35号線の建設や、A5号線をブレーメンからレムゴーまで延伸する計画は、2014年現在実現していない。

#### 鉄道およびバス交通
レムゴー駅、レムゴー＝リュットフェルト駅、ヘルストマール駅は、単線非電化のベーガタール鉄道の駅である。この路線は、1時間ごとにRB 73号 リッパーレンダー号 ラーゲ – エルリングハウゼン – ビーレフェルト中央駅行きが運行している。レムゴーから東向きにハーメルンまでの区間の旅客運行は1980年に廃止された。バルントルプまでの再開が計画されたが、長いスパンで先送りされた。しかし、2007年7月28日に大学のベルーフスコレーグとリッパーラントハレがオープンしたことにより、ベーガタールのレギオナルバーン運行区間はレムゴー駅の東側、大学の近くにあるレムゴー＝リュットフェルト駅まで、約900 m延長された。一方、西のヘルストマールにもう一つの駅がある。この路線を、ディーゼル車のボンバルディア・タレントを用いた特急列車をオイロバーンが運行している。
道路旅客輸送交通については、1994年からレムゴー市施設局が5路線の市バス網を運営している。歩行者専用区域の終わりにあたる聖ヨハン教会前に屋根付きのバス停を設け、すべての市バス路線の乗り継ぎ点として用いている。この市バス網は、延べ年間2百万人の利用客があり、ドイツの中規模都市で最も成功したバス路線網の一つであり、専門家の間では看板プロジェクトとみなされている。
レムゴー駅では、地方バス路線と市バス路線が利用できる。バスの発車時刻は列車の運行時刻表に合わせられている。すべての公共旅客交通は、地方の運賃連合「デア・ゼクサー」およびNRWタリフによっている。

#### 航空交通
最寄りの特別空港は、レムゴーの南に位置するデトモルト飛行場である。ここからは、グライダーが出発している。リッペ最大のグライダー空港は、エルリングハウゼンにある。西に位置するビーレフェルト飛行場と北に位置するポルタ・ヴェストファーリカ飛行場は、小型のエンジン飛行機も発着できる。
最寄りの国際空港は、50 km南のパーダーボルン/リップシュタット空港、70 km北東のハノーファー空港、85 km西のミュンスター・オスナブリュック国際空港、105 km南西のドルトムント空港がある。

#### 自転車道
レムゴーでは、何本かの広域自転車道が交差している。バーンラートルート・ヴェーザー＝リッペ、バーンラートルート・ヘルヴェーク＝ヴェーザー、ウェルネス自転車道「トイトブルクの森」のバート・ザルツウフレンとデトモルトとの間が本市を通っている。

### 経済
本市には、グレーフェンマルシュ、ヴェスト、リーマー・ヴェーク、ランプケの産業地区がある。ヴェスト産業地区は、35 ha以上の広さがあり、市街の西約4 kmに位置している。純粋な工業地域は、州道L712号線に直接面している。アウトバーン A2号線のオストヴェストファーレン＝リッペ・インターチェンジからは約9 km離れている。ラウプケ産業地域には企業の従業員住宅のための混成地区もある。この産業地区は広さ10 haで、市の中核部から南西に約1.5 kmの位置にある。この地区は交通の便が良く、連邦道B238号線とB66号線に面している。
レムゴーの経済構造は、様々な産業分野の混合で構成されている。このため、数多くの手工業者がある。主要な工業分野は、金属加工業、歯科機器工場、機械製造業とサービス業である。

#### 地元企業
オーストリアに本社を置くツムトーベル・リヒト GmbHはレムゴーで照明システムを製造している。ブラッセラー社は、歯科機器を製造している。ISRI-ファーレンジツェは、イスリングハウゼン GmbH & Co.を通じて、トラック、バス、有用車両の製造を行っている。ブラント・カンテンテクニーク GmbHは、木工用 Kantenanleimmaschinen の製造を行っている。エーベン＝エルツァーは、レムゴーに本部を置く精神障害者のための福祉施設である。レムゴー貯蓄銀行はレムゴーに本店があり、バート・ザルツウフレン、デーレントルプ、エクスタータール、カレタール、レーオポルツヘーエ、エルリングハウゼンに支店を有している。

### メディア
リッペ郡全域を対象とする唯一の地方紙が「リッピシェ・ランデス＝ツァイトゥング」である。「リッピシェ・ルントシャウ」は2003年末に廃刊され、これ以後はシュラーゲンにある「ヴェストファーレン＝ブラット」の支社として機能している。この他にレムゴーでは週刊の「リッピシェ・ヴォーヒェンシャウ」や隔週刊のフリーペーパー「リッペ・アクトゥエル」が刊行されている。
「ラジオ・リッペ」は、リッペ郡のローカル番組を放送している。オストヴェストファーレン＝リッペ大学は、キャンパスラジオとして「ラジオ・トリクエンシー」を運営しており、そのメイン放送スタジオはレムゴーにある。この番組では、大学と地域の話題を放送している。

### 公共機関
ランデスフェアバント・リッペ（直訳すると「リッペ地方連盟」）は、ブラーケ城に本部を置いている。これは、旧リッペ州の財産を管理する組織である。このランデスフェアバントの本部はかつてデトモルトにあったがデトモルトが新たに発足したリッペ郡の郡庁となったため、レムゴーに移転してきた。
レムゴー市立図書館は、1,000 m2に5万点以上のメディアを収蔵している。
1870年以降、レムゴー自衛消防団が結成された。現在、市内には7つの消防署がある。中央消防署には 11台の消防車両が配備されている。キルヒハイデ、リューアーディッセン、リーメ、ヘルストマール、ブラーケ、フォスハイデ、ヴァームベックには、合わせて 15台の車両がある。70人の若者によるレムゴー青年消防団も組織されている。
リッペ郡は、レムゴーに消防教育訓練センターを有している。ここには、救急および消防の郡指令本部も入っている。THW（技術救援組織）は1952年からこのハンザ都市にある。ここには飲料水供給の専門グループと青年グループを含む技術部隊がある。両組織から7人ずつが緊急システムの技術グループを形成している。このグループは合わせて23人の助手とともに、重傷者に対して緊急の医学的処置を行う権限を有している。緊急システムは、リッペ郡全域および隣接する郡の要請を受け容れている。
レムゴー市施設局は、電力と熱を生み出す2つの火力発電所、風力発電施設、ベーガ川の水力発電施設、市営路線バス、市立公園、屋外プール「Eau-Le」を運営している。

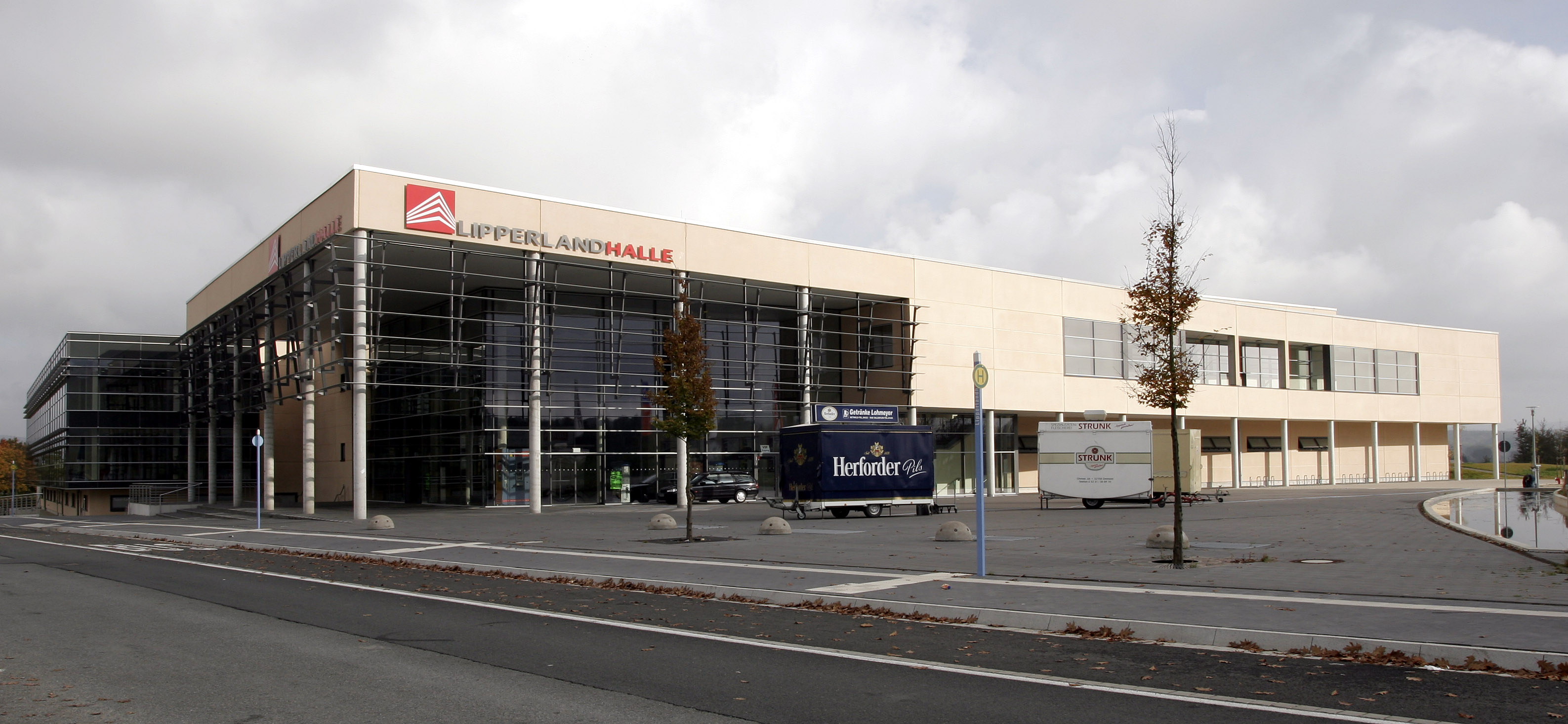
リッパーラントハレ

リッパーラントハレは、この地域のスポーツ、文化、会議センターである。TBV レムゴーは、そのハンドボールのホームゲームのほとんどをこのホールで行っている。ウド・ユルゲンス、DJ BOBO、アッツェ・シュレーダー、ビューレント・ツァイラン、カステルルーター・シュパッツェンもこのホールで活動した。また、オストヴェストファーレン＝リッペ大学は、教育のための催しや集会にこのホールを利用している。
レーヒェンツェントルム・ミンデン＝ラーフェンスベルク/リッペは、ヘルフォルト郡、リッペ郡、ミンデン＝リュベッケ郡の3郡と、それに属す市町村の大半にあたる36市町村の自治体目的連合が運営する情報・コミュニケーションサービスセンターである。

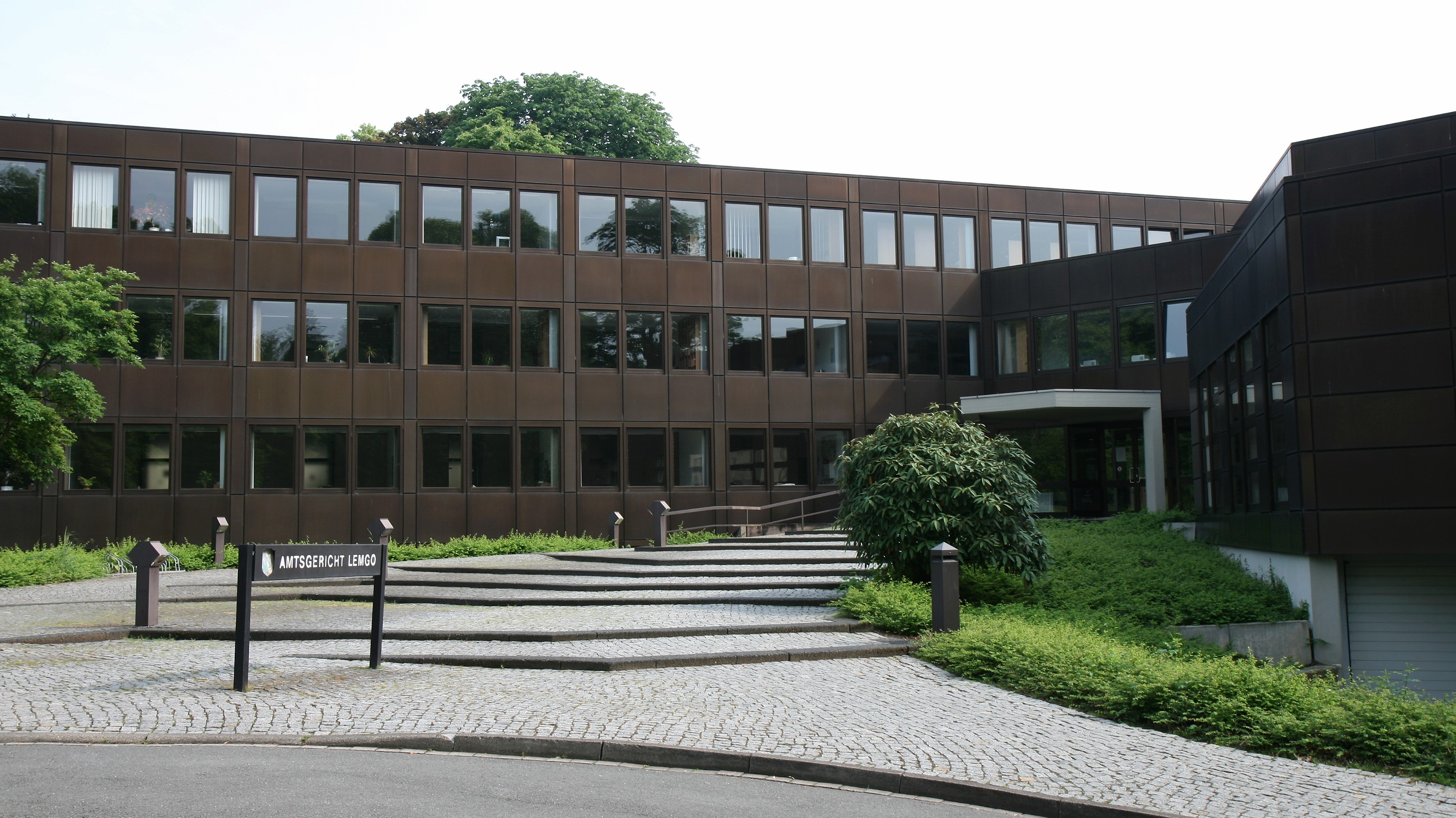
レムゴー区裁判所

レムゴー区裁判所は本市にあり、バート・ザルツウフレン、レムゴー、デーレントルプ、エクスタータール、カレタール、レーオポルツヘーエを管轄する。この他に税務署もレムゴーにある。
クリーニクム・リッペ GmbH は、本市のリッペ・レムゴー病院を運営している。

### 教育、学術

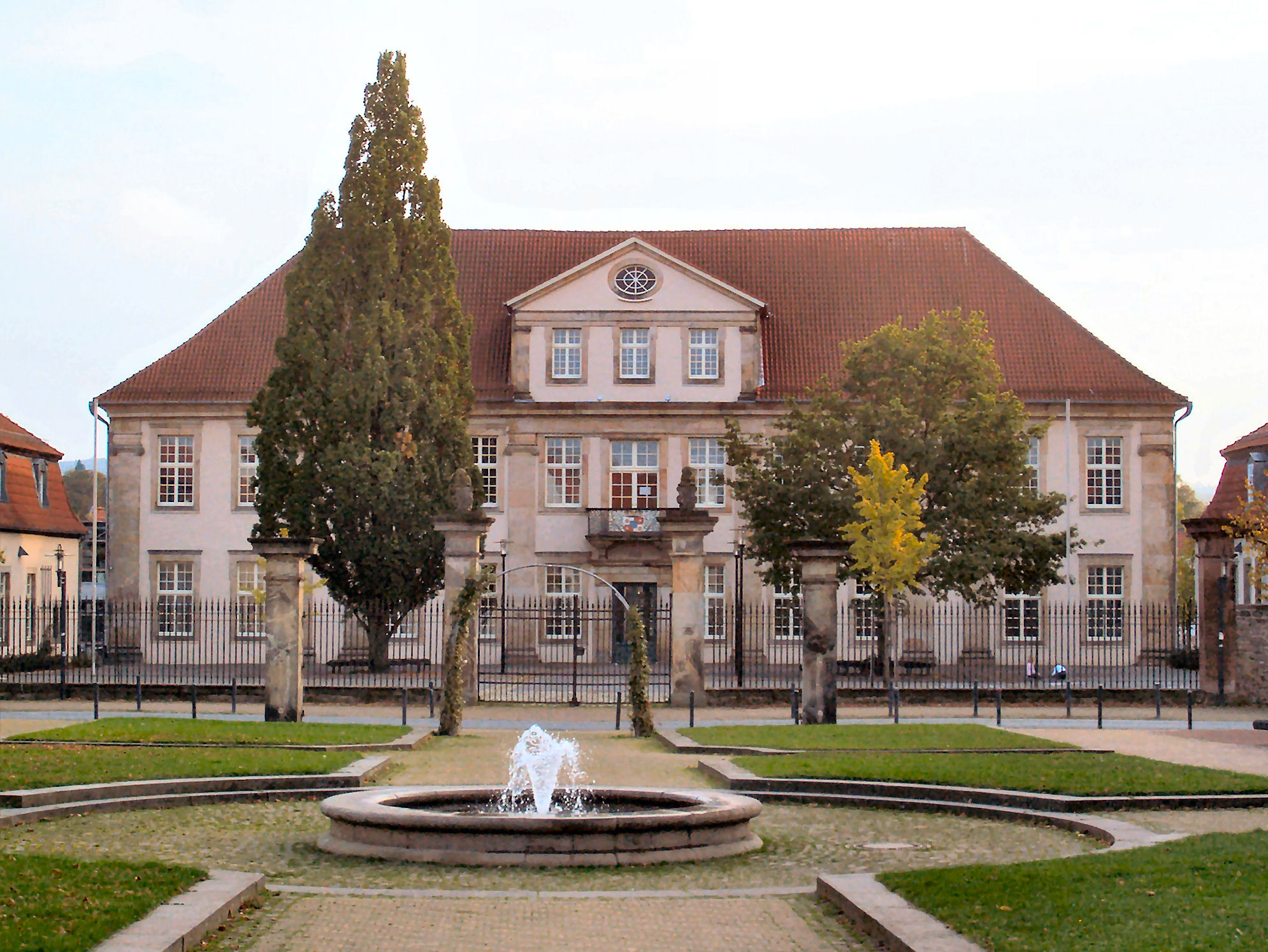
エンゲルベルト・ケンプファー・ギムナジウム

#### 学校
市立の基礎課程学校であるカンプシュトラーセ、キルヒハイデ、ジュートシューレの他に、2つの基礎課程学校連合がある。シューレ・アム・シュロス基礎課程学校連合には、かつて独立していたブラーケ基礎課程学校とオストシューレが含まれる。レムゴー＝ヴェスト基礎課程学校連合は、かつて独立していたレーメとヘルストマールの基礎課程学校からなっている。この他に私立のアウグスト＝ヘルマン＝フランケ・シューレがある。ジュートシューレに飛び級制度 (1-3) が設定され、さらに全日制クラスが設けられた。上級の学校としては、ハインリヒ・ドラーケ・シューレと市立の実科学校であるブラーケ全日制本課程学校、エンゲルベルト・ケンプファー・ギムナジウム、マリアンネ・ヴェーバー・ギムナジウム、カルラ・ラーフェー総合学校がある。職業教育学校には、リュットフェルト職業補習高等専門学校とハンザ職業補習高等専門学校がある。この他の施設としては、養護学校の、レーゼ地区のアストリート・リントグレン・シューレ（養護の重点は精神的育成）、市の中心部に近いアンネ・フランク・シューレ（養護の重点は学習）がある。
2012年12月31日現在、本市の一般の学校には、543人の教師と合計6,468人の生徒・児童がいた。このうち26.7 %が基礎課程学校、6.7 %が本課程学校、11.1 %が実科学校、29.1 %がギムナジウム、20.6 %が総合学校、5.8 %が養護学校の生徒であった。
ブラーケ聖書学校は、自由教会との関係がしられている神学教育の学校である。150人の生徒と27人の職員を要するこの学校は、ドイツ語圏では大規模な福音主義教育施設の一つである。この学校は、ヨーン・パルシャウアー、エルネスト・クラッセン、ハインツ・ヴェーバーによって設立され、これ以後約2,000人の卒業生を送り出している。

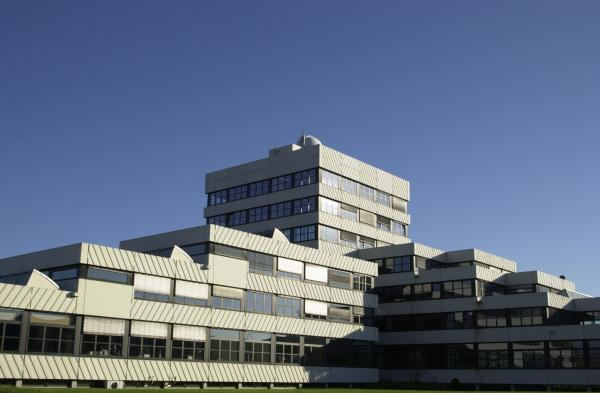
オストヴェストファーレン＝リッペ大学本部

#### 大学
レムゴー、デトモルト、ヘクスターにキャンパスを持つオストヴェストファーレン＝リッペ大学は、工学研究に重点を置いている。さらに、ノルトライン=ヴェストファーレン州の他の場所では類を見ない、バイオテクノロジー、食品工学、薬品工学、化粧品・洗浄剤工学の4つのライフ・サイエンス・テクノロジー課程がある。

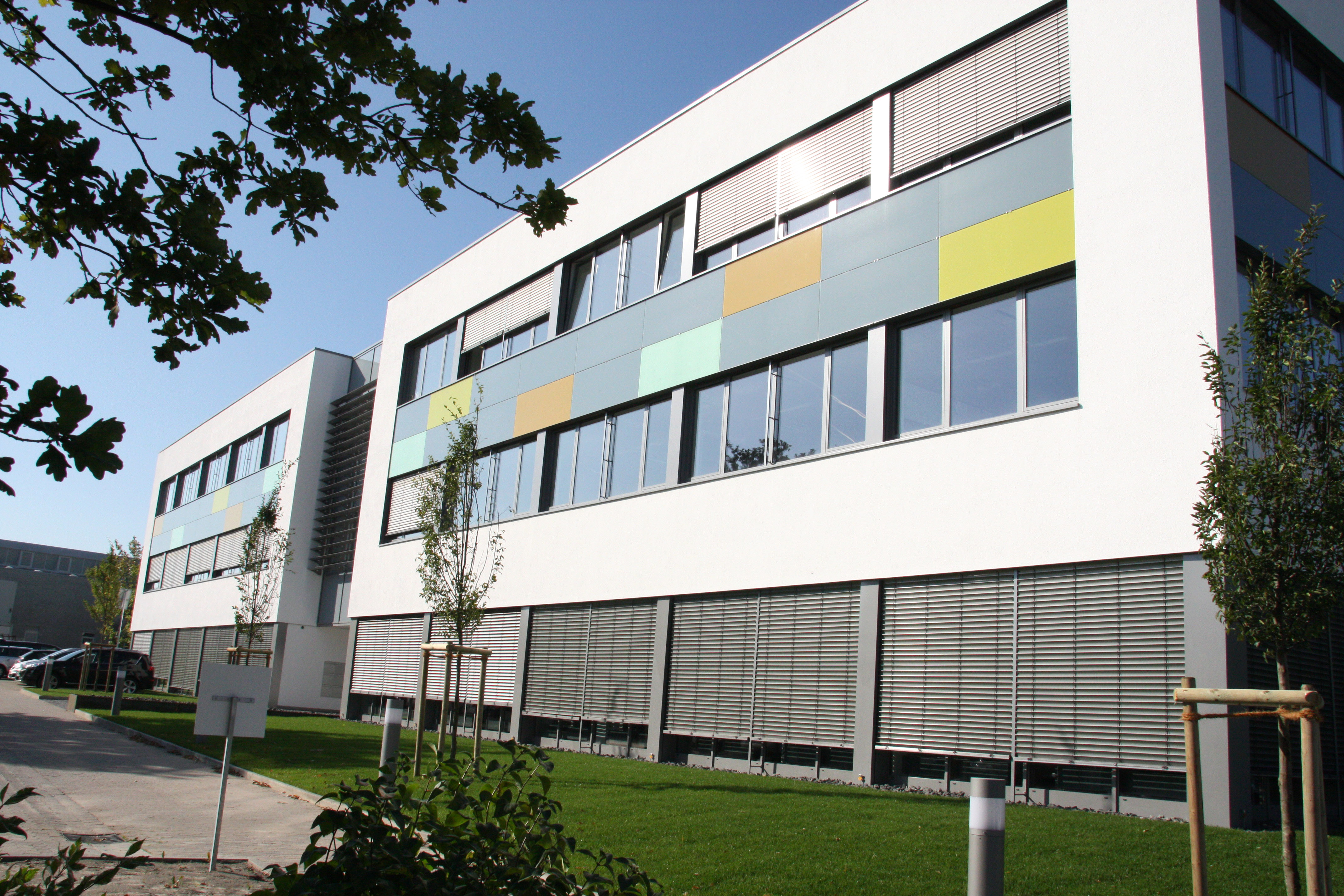
CIIT

#### 研究
オストヴェストファーレン＝リッペ大学では、特に工業的情報技術や食品安全性といった領域の研究が行われている。この両分野は、専門学術分野プラットフォームとしてノルトライン=ヴェストファーレン州によって奨励されている。2009 - 2010年、個人投資家によって、研究・開発センター「セントルム・インダストリアル IT」(CIIT) が、この大学のキャンパス内に設けられた。この施設では、新たなコンセプトによる IT を基盤とした工業的オートメーション技術に関わる研究施設とハイテク企業が活動を行っている。2009年10月から、大学外研究組織であるフラウホーファー IOSD-INA応用研究所（工業的オートメーション）が CIIT内に入っている。

## 人物

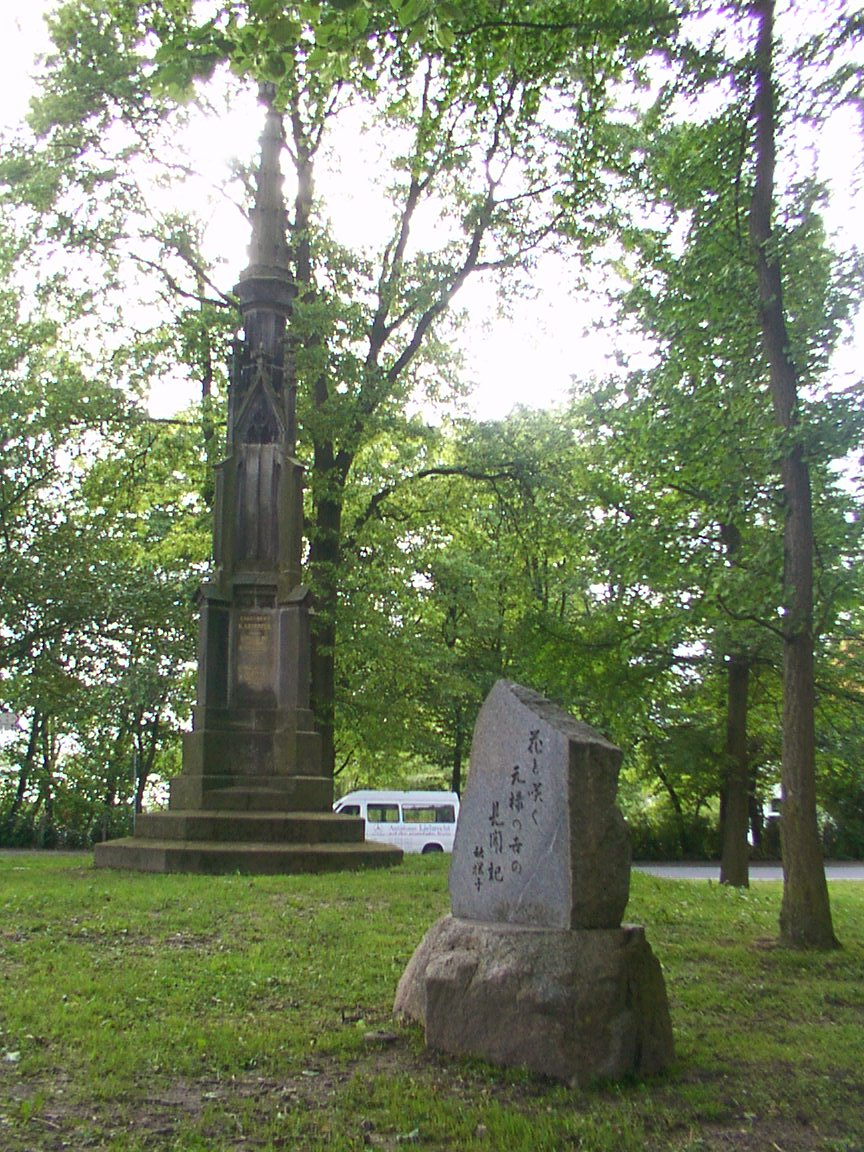
エンゲルベルト・ケンプファー記念碑

### 出身者
- マリア・ラムペンダール（1645年頃 - 1705年）レムゴーの魔女狩りで最後に魔女として告発された人物
- エンゲルベルト・ケンプファー（1651年 - 1716年）日本学の創始者
- クリスティアン・ヴィルヘルム・フォン・ドーム（ドイツ語版）（1751年 - 1820年）政治・歴史文筆家、ユダヤ人解放運動家
- フリードリ・デューゼンベルク（1876年 - 1932年）とアウグスト・デューゼンベルク（1879年 - 1955年）自動車メーカーデューセンバーグの創始者
- フォルカー・ツェルベ（ドイツ語版）（1968年 - ）ハンドボール選手
- ブルクハルト・バルツ（ドイツ語版）（1969年 - ）政治家 (CDU)、欧州議会議員
- ドミニク・クレメ（1986年 - ）自転車競技選手

### ゆかりの人物
- ベルンハルト2世 (リッペ家)（ドイツ語版）（1140年頃 - 1224年）リッペの君主
- マリアンネ・ヴェーバー（ドイツ語版）（1870年 - 1954年）社会学者、マックス・ヴェーバーの妻
- ゲアハルト・シュレーダー（1944年 - ）政治家、1998年から2005年までドイツの首相を務めた

## 引用
1. ↑  Bevölkerung der Gemeinden Nordrhein-Westfalens am 31. Dezember 2023 – Fortschreibung des Bevölkerungsstandes auf Basis des Zensus vom 9. Mai 2011
2. ↑  Max Mangold, ed (2005). Duden, Aussprachewörterbuch (6 ed.). Dudenverl. p. 505. ISBN 978-3-411-04066-7
3. ↑  Alte Hansestadt Lemgo: Statistische Angaben（2014年6月14日 閲覧）
4. ↑  Geowissenschaftliche Gemeindebeschreibungen NRW: Lemgo（2014年6月14日 閲覧）
5. ↑  Erdwärme nutzen: Geothermiestudie liefert Planungsgrundlage Archived 2005年9月14日, at the Wayback Machine.（2014年6月14日 閲覧）
6. 1 2 3  ノルトライン＝ヴェストファーレン州情報技術局: Kommunalprofil Lemgo, Stadt（2014年6月14日 閲覧）
7. 1 2  Martin Bünermann: Die Gemeinden des ersten Neugliederungsprogramms in Nordrhein-Westfalen. Deutscher Gemeindeverlag, Köln 1970, pp. 68, 106.
8. ↑  Hauptsatzung Alte Hansestadt Lemgo（2014年6月14日 閲覧）
9. ↑  Alte Hansestadt Lemgo: Einwohner der Ortsteile（2014年6月14日 閲覧）
10. ↑  Stadt Detmolt: Klima-Karten Archived 2014年10月10日, at the Wayback Machine.（2014年6月14日 閲覧）
11. 1 2  Karl der Große als möglicher Urvater von Lemgo. Artikel in der Lippischen Landeszeitung 2009年11月19日付け
12. ↑  Lippische Regesten 13; 16; 62
13. ↑  Karl Meier, Lemgo: Geschichte der Stadt Lemgo, pp. 10 -. Verlag F. L. Wagener, Lemgo 1952.
14. 1 2 3 4  Wilhelm Rinne: Landeskunde Nordrhein-Westfalen Band: Lippe. Verlag Ferdinand Schöningh, Paderborn 1993, pp. 289 -. ISBN 3-506-76111-0
15. ↑  F.-W. Hemann: Lemgo, in: Lexikon des Mittelalters, Bd. V, p. 1870.
16. 1 2 3  Hexenbürgermeisterhaus（2014年6月21日 閲覧）
17. ↑  Jürgen Scheffler: 200 Jahre Leinenkracht – Zur Ausstellung im Museum Hexenbürgermeisterhaus, in: Heimatland Lippe, Zeitschrift des Lippischen Heimatbundes und des Landesverbandes Lippe, Mai/Juni 2010
18. ↑  Widerstand in Lemgo（2014年6月16日 閲覧）
19. ↑  Brief des Bürgermeisters/Ortspolizeibehörde an die Geheime Staatspolizeistelle Bielefeld vom 17. November 1938 in: Volkshochschule Lemgo: Lemgo im 3. Reich, Bericht und Materialsammlung., pp. 115-117.
20. 1 2  Skript: Verfolgte in der NS-Zeit und ihre Familienangehörigen (Verfolgung aus rassistischen Gründen), Stadtarchiv Lemgo, Version vom 27. Januar 2012.
21. ↑  Volker Wehrmann (Hrsg.): Lippe im Dritten Reich, pp. 158, 165. Dokumentationsstelle für regionale Kultur- und Schulgeschichte an der Universität Bielefeld, Detmold 1984.
22. ↑  Karl Schlpert: Stadtbildpflege und Erhaltung historischer Bausubstanz in Heimatland Lippe, Juni/Juli 2000. Herausgeber: Lippischer Heimatbund e. V.
23. ↑  Martin Bünermann, Heinz Köstering: Die Gemeinden und Kreise nach der kommunalen Gebietsreform in Nordrhein-Westfalen. Deutscher Gemeindeverlag, Köln 1975, ISBN 3-555-30092-X.
24. ↑  Statistisches Landesamt Nordrhein-Westfalen: Gemeindestatistik des Landes Nordrhein-Westfalen: Bevölkerungsentwicklung 1816–1871. Düsseldorf 1966, p. 217
25. ↑  Statistisches Landesamt Nordrhein-Westfalen: Gemeindestatistik des Landes Nordrhein-Westfalen: Bevölkerungsentwicklung 1871–1961. Düsseldorf 1964, pp. 396–397.
26. ↑  Statistisches Landesamt Nordrhein-Westfalen: Die Wohnbevölkerung in den Gemeinden Nordrhein-Westfalens 1970: Ergebnisse der Volkszählung am 27. Mai 1970. Düsseldorf 1972, p. 41.
27. ↑  Landesamt für Datenverarbeitung und Statistik Nordrhein-Westfalen: Sonderreihe zur Volkszählung 1987 in Nordrhein-Westfalen, Band 1.1: Bevölkerung, Privathaushalte und Erwerbstätige. Düsseldorf 1989, p. 110.
28. ↑  Christian Kuhnke: Lippe Lexikon: Reformation. Boken Verlag, Detmold 2000. ISBN 3-935454-00-7
29. ↑  Aus einer Presseerklärung des Landesbetriebes „Information und Technik Nordrhein-Westfalen“ NRW von 2004: ‚‘Schüler an allgemein bildenden Schulen in NRW nach der Religionszugehörigkeit‘‘
30. ↑  ノルトライン＝ヴェストファーレン州選挙管理委員会: Kommunalwahlen - Kommunalwahlen am 30.08.2009 - Wahl der Räte der kreisangehörigen Gemeinden - Lemgo, Stadt（2014年6月19日 閲覧）
31. ↑  ノルトライン＝ヴェストファーレン州選挙管理委員会: Kommunalwahlen - Kommunalwahlen am 30.08.2009 - Wahl der Bürgermeister(innen) der kreisangehörigen Gemeinden - Lemgo, Stadt（2014年6月19日 閲覧）
32. ↑  Bürgermeister der Alten Hansestadt Lemgo（2014年6月19日 閲覧）
33. ↑  “Alte Hansestadt Lemgo - Bürgermeister”. 2020年12月20日閲覧。
34. ↑  “Bürgermeisterwahl - Kommunalwahlen 2020 in der Alten Hansestadt Lemgo - Gesamtergebnis”. 2020年12月20日閲覧。
35. ↑  Hauptsatzung Alte Hansestadt Lemgo（2014年6月19日 閲覧）
36. ↑  Alte Hansestadt Lemgo: Partnerstadt Vandoeuvre-lès-Nancy（2014年6月19日 閲覧）
37. ↑  Alte Hansestadt Lemgo: Partnerstadt Beverley（2014年6月19日 閲覧）
38. ↑  Alte Hansestadt Lemgo: Partnerstadt Stendal（2014年6月19日 閲覧）
39. ↑  Stadtebund Die Hanse: Lemgo（2014年6月19日 閲覧）
40. ↑  Alte Hansestadt Lemgo: Das Lemgo-Abo am Montag（2014年6月19日 閲覧）
41. ↑  Freie Theatergruppe Stattgespräch（2014年6月19日 閲覧）
42. ↑  Museum Junkerhaus Lemgo（2014年6月21日 閲覧）
43. ↑  Städtische Galerie Eichenmüllerhaus（2014年6月21日 閲覧）
44. ↑  Alte Hansestadt Lemgo: Ölmühle und Mühlenmuseum（2014年6月21日 閲覧）
45. 1 2  Schloß Brake - Das Wesserrenaissance-Museum（2014年6月21日 閲覧）
46. ↑  Alte Hansestadt Lemgo: Das Frenkel-Haus: Dokumentations- , Begegnungs- und Gedenkstätte in Lemgo（2014年6月21日 閲覧）
47. ↑  Alte Hansestadt Lemgo: Rathaus und Marktplatz（2014年6月21日 閲覧）
48. ↑  LWL-GeodatenKultur: Wallanlagen Lemgo（2014年6月22日 閲覧）
49. ↑  LWL-GeodatenKultur: Abteigarten Lemgo（2014年6月22日 閲覧）
50. ↑  STAFF Landschaftspark（2014年6月22日 閲覧）
51. ↑  LWL-GeodatenKultur: Staff Landschaftspark, Lemgo（2014年6月22日 閲覧）
52. ↑  Johannissteinforschung（2014年6月22日 閲覧）
53. ↑  BUND-Lemgo: Naturschutzgebiet Begatal（2014年6月22日 閲覧）
54. ↑  TBV Lemgo（2014年6月22日 閲覧）
55. ↑  TV Lemgo von 1863 e.V.（2014年6月22日 閲覧）
56. ↑  Der Lemgoer Sommertreff 2014（2014年6月22日 閲覧）
57. ↑  Kläschen in Lemgo（2014年6月22日 閲覧）
58. ↑  Alte Hansestadt Lemgo: Die Lemgoer Strohsemmel（2014年6月22日 閲覧）
59. ↑  Lipperland.de: Rezept Lippischer Pickert（2014年6月22日 閲覧）
60. ↑  Scöttker: Lippischer Schütze（2014年6月22日 閲覧）
61. ↑  H. Heydt: Wippermann（2014年6月23日 閲覧）
62. ↑  VDV-Förderkreis e. V. (Hrsg.): Stadtbus – mobil sein in Klein- und Mittelstädten. Alba Fachverlag, Düsseldorf 2000, ISBN 3-87094-642-3, pp. 92 -.
63. ↑  BahnRadRouten Weser-Lippe（2014年6月23日 閲覧）
64. ↑  BahnRadRoute Hellweg-Weser（2014年6月23日 閲覧）
65. ↑  Wirtschaftsstandort Lemo（2014年6月28日 閲覧）
66. ↑  Lippische Landes-Zeitung（2014年6月28日 閲覧）
67. ↑  Radio Lippe（2014年6月28日 閲覧）
68. ↑  Radio Triquency e.V.（2014年6月28日 閲覧）
69. ↑  Landesverband Lippe（2014年6月28日 閲覧）
70. ↑  Gesetz zur Neugliederung der Gemeinden und Kreise des Neugliederungsraumes Bielefeld (Bielefeld-Gesetz)（2014年6月28日 閲覧）
71. ↑  Lippe schutz - Ausbildung（2014年6月28日 閲覧）
72. ↑  Bibelschule Brake（2014年6月28日 閲覧）
73. ↑  Hochschule Ostwestfalen-Lippe（2014年6月28日 閲覧）
74. ↑  CIIT Centrum Industrial IT（2014年6月28日 閲覧）